# Экономика Тайваня
Тайвань — одна из самых развитых экономик мира, представитель восточноазиатской модели развития экономики. Развитая экономика, занимает 21-е место в мире по ВВП (ППС), 21-е место по ВВП (номинал), 14-е по ВВП (ППС) на душу населения и 33-е место по ВВП (номинал) на душу населения. Имеет динамичную капиталистическую экономику, в которой уровень правительственного контроля над инвестициями и внешней торговлей постепенно снижается. В соответствии с этой тенденцией ведётся приватизация некоторых крупных банков и промышленных предприятий, находящихся в государственной собственности.
Реальный рост ВВП в среднем составляет приблизительно 4 % в год и является стабильным на протяжении последних 30 лет. Экспорт развивался ещё более быстрыми темпами и обеспечил надлежащие условия для проведения индустриализации.

## ВВП
По состоянию на 2022 года, ВВП по ППС Тайваня занимает 21-е место в мире, по данным МВФ.
Валовой внутренний продукт (сумма всех потреблённых товаров и услуг, произведённых в стране в обусловленный период времени) Тайваня в 2015 году составил 523,58 млрд долларов США. ВВП Тайваня составляет 0,84 % мировой экономики. ВВП Тайваня имеет среднее значение 274,81 млрд долларов США при учёте данных с 1980 до 2015 года, достигнув самого высокого уровня в 530,04 млрд долларов США в 2014 году и рекордно низкого уровня в 42,23 млрд долларов в декабре 1980 года. Наибольшую долю ВВП составляет сфера услуг (73 %), 24 % — промышленность, наименьшая доля приходится на сельское хозяйство, всего 3 %.
В следующей таблице показаны основные экономические показатели Китайской Республики за 1980—2022 года по данным МВФ. Инфляция менее 2 % обозначена зелёной стрелкой.
| Год  | ВВП (ППС) (в млрд долл. США) | ВВП (номинал) (в млрд долл. США) | ВВП на душу населения (ППС) (в долл. США) | ВВП на душу населения (номинал) (в долл. США) | Рост ВВП (ППС) | Уровень инфляции (в процентах) | Безработица (в %) | Государственный долг (в % от ВВП) |
| ---- | ---------------------------- | -------------------------------- | ----------------------------------------- | --------------------------------------------- | -------------- | ------------------------------ | ----------------- | --------------------------------- |
| 1980 | 61,570                       | 42,285                           | 3446,189                                  | 2366,797                                      | ▲8,039 %       | ▲19,023 %                      | 1,230 %           | н/д                               |
| 1981 | ▲72,180                      | ▲48,969                          | ▲3967,229                                 | ▲2691,494                                     | ▲7,100 %       | ▲10,863 %                      | ▲1,360 %          | н/д                               |
| 1982 | ▲80,326                      | ▲49,535                          | ▲4338,255                                 | ▼2675,311                                     | ▲4,810 %       | ▲2,952 %                       | ▲2,140 %          | н/д                               |
| 1983 | ▲91,004                      | ▲54,148                          | ▲4843,050                                 | ▲2881,660                                     | ▲9,023 %       | ▲1,370 %                       | ▲2,710 %          | н/д                               |
| 1984 | ▲103,763                     | ▲61,071                          | ▲5441,392                                 | ▲3202,615                                     | ▲10,049 %      | ▲-0,031 %                      | ▼2,450 %          | н/д                               |
| 1985 | ▲112,190                     | ▲63,617                          | ▲5808,781                                 | ▲3293,869                                     | ▲4,807 %       | ▼-0,162 %                      | ▲2,910 %          | н/д                               |
| 1986 | ▲127,624                     | ▲78,195                          | ▲6541,777                                 | ▲4008,134                                     | ▲11,512 %      | ▲0,699 %                       | ▼2,660 %          | н/д                               |
| 1987 | ▲147,456                     | ▲105,039                         | ▲7475,605                                 | ▲5325,173                                     | ▲12,751 %      | ▲0,510 %                       | ▼1,970 %          | н/д                               |
| 1988 | ▲164,905                     | ▲126,473                         | ▲8264,090                                 | ▲6338,100                                     | ▲8,024 %       | ▲1,289 %                       | ▼1,690 %          | н/д                               |
| 1989 | ▲186,319                     | ▲152,704                         | ▲9243,556                                 | ▲7575,906                                     | ▲8,722 %       | ▲4,416 %                       | ▼1,570 %          | н/д                               |
| 1990 | ▲204,002                     | ▲166,622                         | ▲9999,434                                 | ▲8167,200                                     | ▲5,541 %       | ▲4,129 %                       | ▲1,670 %          | н/д                               |
| 1991 | ▲228,557                     | ▲187,140                         | ▲11091,867                                | ▲9081,901                                     | ▲8,372 %       | ▲3,623 %                       | ▼1,510 %          | н/д                               |
| 1992 | ▲253,192                     | ▲222,911                         | ▲12171,167                                | ▲10715,536                                    | ▲8,310 %       | ▲4,462 %                       | ▬1,510 %          | н/д                               |
| 1993 | ▲276,854                     | ▲236,339                         | ▲13186,409                                | ▲11256,711                                    | ▲6,814 %       | ▲2,944 %                       | ▼1,450 %          | н/д                               |
| 1994 | ▲303,984                     | ▲256,247                         | ▲14353,832                                | ▲12099,746                                    | ▲7,503 %       | ▲4,098 %                       | ▲1,560 %          | н/д                               |
| 1995 | ▲330,526                     | ▲279,059                         | ▲15475,934                                | ▲13066,128                                    | ▲6,499 %       | ▲3,666 %                       | ▲1,790 %          | н/д                               |
| 1996 | ▲357,368                     | ▲292,494                         | ▲16602,114                                | ▲13588,306                                    | ▲6,177 %       | ▲3,077 %                       | ▲2,600 %          | н/д                               |
| 1997 | ▲385,528                     | ▲303,284                         | ▲17731,284                                | ▲13948,722                                    | ▲6,051 %       | ▲0,905 %                       | ▲2,720 %          | 24,982 %                          |
| 1998 | ▲406,261                     | ▼279,964                         | ▲18526,532                                | ▼12767,078                                    | ▲4,205 %       | ▲1,684 %                       | ▼2,690 %          | ▼23,687 %                         |
| 1999 | ▲439,720                     | ▲303,830                         | ▲19903,696                                | ▲13752,716                                    | ▲6,732 %       | ▲0,175 %                       | ▲2,920 %          | ▲23,690 %                         |
| 2000 | ▲478,077                     | ▲330,680                         | ▲21460,875                                | ▲14844,238                                    | ▲6,314 %       | ▲1,248 %                       | ▲2,990 %          | ▲26,227 %                         |
| 2001 | ▲481,996                     | ▼299,276                         | ▲21512,344                                | ▼13357,195                                    | ▼-1,402 %      | ▲-0,003 %                      | ▲4,570 %          | ▲30,126 %                         |
| 2002 | ▲516,340                     | ▲307,439                         | ▲22927,291                                | ▲13651,355                                    | ▲5,481 %       | ▼-0,196 %                      | ▲5,170 %          | ▼29,779 %                         |
| 2003 | ▲548,775                     | ▲317,381                         | ▲24277,209                                | ▲14040,597                                    | ▲4,225 %       | ▼-0,281 %                      | ▼4,990 %          | ▲32,150 %                         |
| 2004 | ▲602,680                     | ▲346,924                         | ▲26562,487                                | ▲15290,307                                    | ▲6,952 %       | ▲1,608 %                       | ▼4,440 %          | ▲33,446 %                         |
| 2005 | ▲655,041                     | ▲374,060                         | ▲28767,258                                | ▲16427,459                                    | ▲5,383 %       | ▲2,309 %                       | ▼4,130 %          | ▲34,068 %                         |
| 2006 | ▲714,220                     | ▲386,450                         | ▲31220,651                                | ▲16892,883                                    | ▲5,771 %       | ▲0,600 %                       | ▼3,910 %          | ▼33,297 %                         |
| 2007 | ▲783,772                     | ▲406,907                         | ▲34138,840                                | ▲17723,704                                    | ▲6,851 %       | ▲1,796 %                       | ▬3,910 %          | ▼32,157 %                         |
| 2008 | ▲805,185                     | ▲415,901                         | ▲34951,775                                | ▲18053,591                                    | ▲0,799 %       | ▲3,530 %                       | ▲4,140 %          | ▲33,353 %                         |
| 2009 | ▼797,275                     | ▼390,829                         | ▼34484,556                                | ▼16904,543                                    | ▼-1,613 %      | ▼-0,875 %                      | ▲5,850 %          | ▲36,711 %                         |
| 2010 | ▲889,524                     | ▲444,281                         | ▲38404,269                                | ▲19181,358                                    | ▲10,245 %      | ▲0,966 %                       | ▼5,210 %          | ▲36,890 %                         |
| 2011 | ▲941,367                     | ▲483,974                         | ▲40532,641                                | ▲20838,589                                    | ▲3,674 %       | ▲1,421 %                       | ▼4,390 %          | ▲38,343 %                         |
| 2012 | ▲973,232                     | ▲495,610                         | ▲41741,269                                | ▲21256,361                                    | ▲2,222 %       | ▲1,935 %                       | ▼4,240 %          | ▲39,205 %                         |
| 2013 | ▲1015,239                    | ▲512,943                         | ▲43435,454                                | ▲21945,460                                    | ▲2,484 %       | ▲0,792 %                       | ▼4,180 %          | ▼38,895 %                         |
| 2014 | ▲1066,102                    | ▲535,328                         | ▲45494,282                                | ▲22844,316                                    | ▲4,719 %       | ▲1,194 %                       | ▼3,960 %          | ▼37,488 %                         |
| 2015 | ▲1102,036                    | ▼534,515                         | ▲46910,952                                | ▼22752,991                                    | ▲1,466 %       | ▼-0,306 %                      | ▼3,780 %          | ▼35,941 %                         |
| 2016 | ▲1112,781                    | ▲543,081                         | ▲47272,281                                | ▲23070,733                                    | ▲2,165 %       | ▲1,393 %                       | ▲3,920 %          | ▼35,364 %                         |
| 2017 | ▲1143,224                    | ▲590,733                         | ▲48500,845                                | ▲25061,624                                    | ▲3,311 %       | ▲0,622 %                       | ▼3,760 %          | ▼34,514 %                         |
| 2018 | ▲1203,335                    | ▲609,198                         | ▲51012,699                                | ▲25825,566                                    | ▲2,787 %       | ▲1,350 %                       | ▼3,710 %          | ▼33,914 %                         |
| 2019 | ▲1262,449                    | ▲611,396                         | ▲53486,515                                | ▲25903,168                                    | ▲3,064 %       | ▲0,559 %                       | ▲3,730 %          | ▼32,725 %                         |
| 2020 | ▲1322,237                    | ▲673,178                         | ▲56119,150                                | ▲28571,440                                    | ▲3,387 %       | ▲-0,238 %                      | ▲3,850 %          | ▼32,134 %                         |
| 2021 | ▲1471,818                    | ▲775,741                         | ▲62964,619                                | ▲33186,341                                    | ▲6,528 %       | ▲1,971 %                       | ▲3,950 %          | ▼30,134 %                         |
| 2022 | ▲1611,996                    | ▼760,460                         | ▲69289,528                                | ▼32687,371                                    | ▲2,354 %       | ▲2,947 %                       | ▼3,660 %          | ▼29,690 %                         |

## История
Основная статья: Тайваньское экономическое чудо

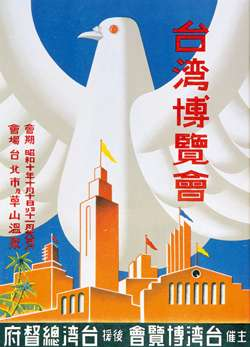
Плакат с тайваньской выставки 1935 года

Во время японского периода экономика Тайваня по большей части была колониального типа: человеческие и природные ресурсы Тайваня использовались для оказания помощи Японской империи в экономическом и военном развитии. Такая политика началась ещё при генерал-губернаторе Кодама Гэнтаро и достигла своего пика в 1943 году, в разгар Второй мировой войны. До 1920-х годов в экономике Тайваня доминировала сахарная промышленность, в то время как в 1920—1930 годах основным экспортным товаром стал рис. В течение этих двух периодов основу экономической политики администрации генерал-губернатора отражал лозунг: «Промышленность — для Японии, сельское хозяйство — для Тайваня». Со второй половины 1930-х годов из-за японо-китайской войны власть начала проводить политику индустриализации.
Под руководством губернатора Акаси Мотодзиро на большом болоте в центральной части Тайваня была сооружена плотина, чтобы построить гидроэлектростанцию в целях индустриализации. Данная местность в наши дни известна как Сан Мун Лэйк, она стала популярной среди иностранных туристов, посещающих Тайвань.
Основной задачей в течение японского периода было повышение производительности экономики Тайваня для удовлетворения спроса в Японии, и данная цель была успешно достигнута. Как часть этого процесса была реализована масса новых идей и концепций, были построены железные дороги, развивалась сфера образования и телекоммуникаций. Поскольку экономика росла, а политика постепенно либерализовалась, общественные процессы стабилизировались, и народная поддержка колониального правительства начала увеличиваться. Таким образом, Тайвань служил в качестве образца для пропаганды японского колониализма по всей Азии.

ВВП на душу населения в Китайской Республике с 1820 г. по 2016 г.

1 — сфера услуг
2 — промышленность
3 — сельское хозяйство

Тайвань исторически выиграл от бегства из материкового Китая многих хорошо образованных, богатых китайцев с целью поселиться на острове: в начале периода империи Цин сторонники предыдущей династии Мин, чтобы выжить, за короткий срок переселились на Тайвань. В 1949 году, когда Коммунистическая партия Китая получила контроль над материковым Китаем, 1,5 миллиона сторонников Гоминьдана бежали на остров.
После поражения Японии во Второй мировой войне и распада Японской империи Тайвань первым шагом в направлении индустриализации стала земельная реформа 1953 года, проведённая по образцу недавней аграрной реформы в Японии. В разработке закона, получившего название «Земля — пахарю», важнейшую роль сыграл американский экономист Вольф Ладежинский, автор японской реформы 1946 года. В ходе реформы у крупных землевладельцев были принудительно выкуплены излишки земли и затем эта земля была продана крестьянам на условиях длительной рассрочки. Это был очень важный шаг в модернизации экономики: реформа ликвидировала грабительскую аренду и создала класс мелких фермеров-собственников. А бывшие помещики, получившие за свою землю довольно много денег, стали инвесторами в новые экономические начинания. Аграрная реформа проходила в три этапа: сначала административными мерами была ограничена арендная плата за землю, на уровне 37,5 % от урожая (1949). На втором этапе крестьянам были проданы государственные земли (1951), на третьем этапе крестьянам были проданы земли крупных землевладельцев (1953).
Американская помощь была также важна для стабилизации послевоенного Тайваня, она составила более 30 % внутренних инвестиций с 1951 по 1962 годы. Эти факторы, наряду с государственным планированием и изменениями в экспортных рынках способствовали успешному проведению индустриализации. Экономика перешла с аграрной (32 % ВВП в 1952 году) на промышленную ориентацию (47 % ВВП в 1986 году). В 1960-х — 1970-х годах рост ВВП в среднем составлял около 10 % ежегодно. Таким образом, Тайвань превратился из получателя помощи от США в 1950-х и начале 1960-х в крупного международного инвестора.
Как уже было сказано, трансформация экономики Тайваня не могла осуществиться без благоприятных геополитических условий. Хотя объёмы помощи были сокращены в 1970 году, в годы становления экономики было крайне важно стимулирование индустриализации, безопасность и сохранение экономических связей. Неопределённость в отношениях с США ускорила сдвиг страны от субсидируемого импортозамещения в 1950-х до экспортно-ориентированного роста. Благодаря развитию внешней торговли и экспорта, что, в свою очередь, способствовало поглощению избыточной рабочей силы, снизилось значение сельского хозяйства в экономике. В 1970-х годах Корея и Тайвань перешли от дешёвых производств, таких как текстильная промышленность и производство игрушек, к развитию тяжёлой промышленности и инфраструктуры, а затем в последующие десятилетия — к современной электронике. К 1980 году экономика Тайваня становилась всё более открытой, и правительство перешло к приватизации государственных предприятий. Технологическое развитие привело к созданию Научного парка Синьчжу в 1981 году. Инвестиции в Китай стимулировали развитие торговли, укрепляя позиции Тайваня на рынке Соединённых Штатов. В 1981—1995 годах экономика росла в среднем на 7,52 %, а сектор услуг стал крупнейшим (51,67 %), обойдя промышленный сектор и став одним из основных источников роста экономики.
Инвестиции страны в первую очередь сосредоточены в Азии. Например, частные тайваньские инвестиции в экономику Китая, которые примерно равны инвестициям в страны всей Юго-Восточной Азии, в 2012 году составили 10,9 млрд долларов США.
Тайвань быстро оправился от последствий глобального финансового кризиса 2007—2010 годов, и его экономика продолжает расти. Она пережила спад в 2009 году из-за сильной зависимости от экспорта, который, в свою очередь, сделал её уязвимой для влияния мировых рынков. Безработица достигла наибольшего с 2003 года уровня, а экономические показатели снизились на 8,36 % в четвёртом квартале 2008 года. В ответ на это правительство запустило пакет экономических стимулов стоимостью 5,6 млрд долларов США (3 % ВВП) и ввело налоговые льготы, чтобы создать финансовый стимул для бизнеса. Пакет стимулирующих мер был направлен на развитие инфраструктуры, малого и среднего бизнеса, налоговые льготы предусматривались для новых инвестиций и домохозяйств с низким уровнем доходов. Повышение поставок на новые зарубежные рынки, такие как Россия, Бразилия и на Ближний Восток было также главной целью данного плана. С тех пор экономика начала постепенно восстанавливаться: к ноябрю 2010 года уровень безработицы на Тайване упал до минимального за последние два года (4,73 %), и продолжал снижаться до 40-месячного минимума в 4,18 % к концу 2011 года; объём промышленного производства в ноябре 2010 года достиг уровня в 19,37 %, что выше аналогичного показателя за прошлый год, это указывает на высокий экспорт и рост местной экономики; частное потребление также растёт, объём розничных продаж в 2010 году достиг рекордного уровня. После экономического прироста в 10,5 % в 2010 году, как и прогнозировал Всемирный банк, рост продолжился и достиг 5 % в 2011 году. Однако снизилась средняя зарплата: за первые семь месяцев 2012 года она была на 35 долларов меньше по сравнению с аналогичным периодом 2003 года.
В начале XXI века Тайвань сталкивается со многими экономическими проблемами, характерными для других развитых экономик. Из-за продолжения перемещения трудоёмких отраслей в страны с более дешёвой рабочей силой, например, в Китай и Вьетнам, в будущем экономике Тайваня придётся полагаться на дальнейшие преобразования в высоких технологиях и экономике, ориентированной на сферу услуг. В последние годы Тайвань успешно диверсифицирует свои рынки торговли, сократив долю экспорта в США с 49 % в 1984 году до 20 % в 2002 году. Зависимость Тайваня от Соединённых Штатов должна продолжать уменьшаться по мере роста экспорта в Юго-Восточную Азию и Китай и увеличения усилий по налаживанию сотрудничества с европейским рынком. Присоединение Тайваня к Всемирной торговой организации и его желание стать «региональным операционным центром» Азиатско-Тихоокеанского региона служат стимулом к дальнейшей экономической либерализации.

## Добыча полезных ископаемых
Хотя сера, глина, золото и уголь в прошлом были в достатке, Тайвань не обладает большим количеством природных ресурсов, поэтому полагается на внешние источники для удовлетворения своего растущего спроса на полезные ископаемые. В настоящее время для коммерческого производства экономическую ценность имеют около двадцати видов полезных ископаемых Тайваня. Уровень добычи полезных ископаемых страны, однако, с точки зрения эксплуатируемых минералов и масштабов добычи, оценивается как малый или средний, она ориентируется в основном на мрамор и другой известняк для производства цемента, камень для ремесленного производства, песок и гравий для строительной отрасли.
На протяжении многих лет Тайвань приобрёл репутацию «международного хранилища золота», страна использует своё большое положительное сальдо торгового баланса для импорта золота. В стране также есть четыре золоторудных месторождения, содержание металла в которых оценивается в 100 тонн. Три месторождения сосредоточены в центре острова, а четвёртое расположено на горе Пингфенг на севере. На острове также есть значительные запасы угля, оценивающиеся в 180 млн тонн, но добыча угля осуществляется с низкой интенсивностью и составляет 500 000 тонн в год. Годовой объём импорта угля составляет порядка 15 млн тонн, его основным источником является Южная Африка.

## Сельское хозяйство

Процентное соотношение отраслей сельского хозяйства Тайваня.
1 — земледелие, 2 — животноводство, 3 — рыболовство

Сельское хозяйство послужило прочной основой для «экономического чуда Тайваня» (Taiwan Miracle). После того, как в 1945 году Япония уступила Тайвань Китаю, новое правительство объявило о долгосрочной стратегии «развития промышленности за счёт сельского хозяйства и развития сельского хозяйства на основе промышленности». Таким образом, сельское хозяйство стало основой для экономического развития Тайваня, а также содействовало росту в промышленности и торговле.
В 1951 году на сельское хозяйство приходилось 35,8 % ВВП. Сегодня сельское хозяйство составляет лишь около 2,6 % ВВП Тайваня, или около 1 млрд долларов США. В 2011 году земледелие составило 44,68 % сельского хозяйства, животноводство — 33,91 % и рыболовство — 21,33 %. С момента своего вступления во Всемирную торговую организацию и последующей либерализации торговли правительство проводит новую политику по развитию сектора в плане создания более конкурентоспособной и модернизированной зелёной промышленности.

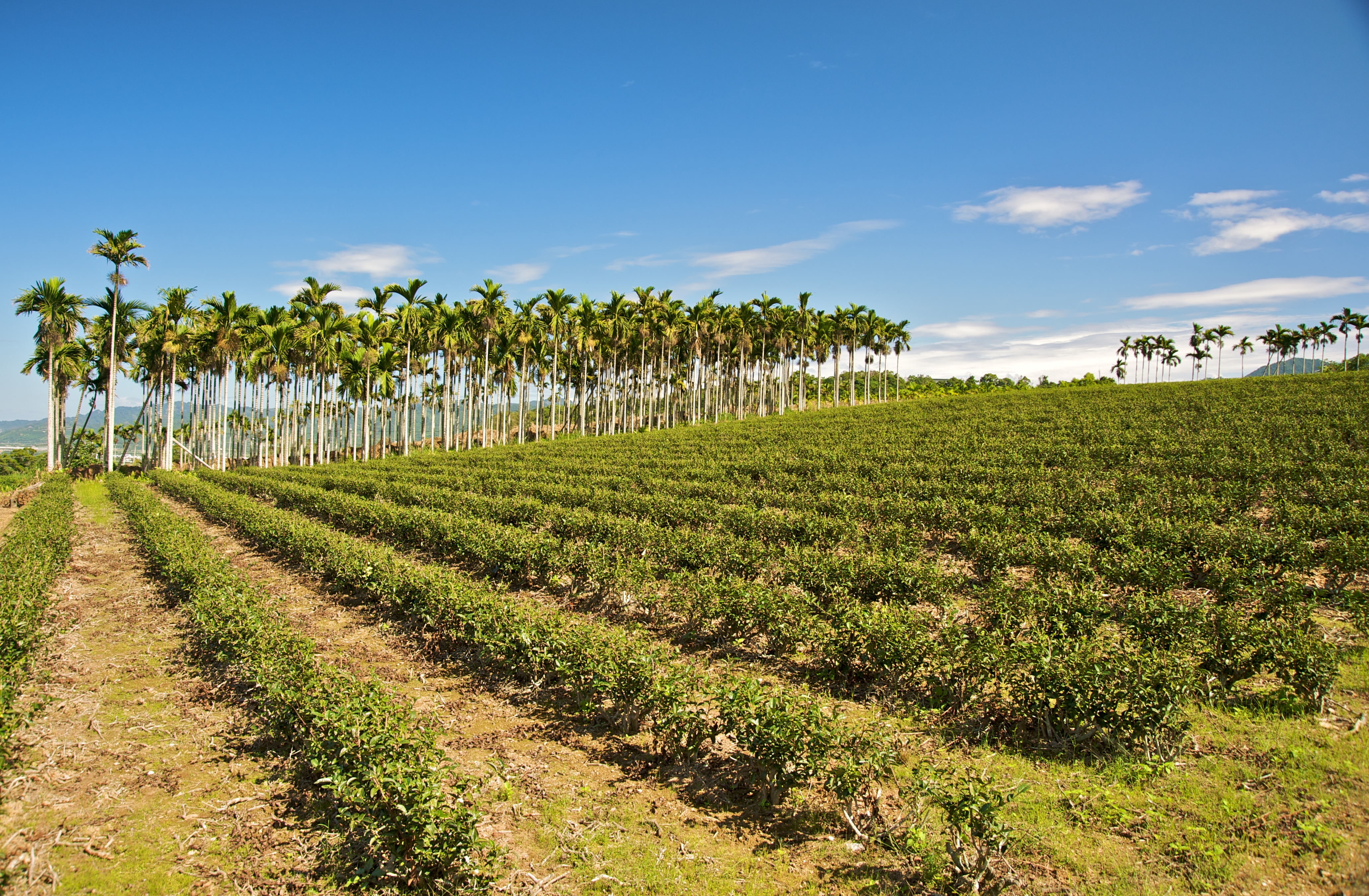
Чайная плантация в Жуйсуй, Хуалянь, часть сельскохозяйственной промышленности Тайваня, которая послужила основой для экономического чуда страны

Несмотря на то, что лишь около четверти площади Тайваня подходит для сельского хозяйства, практически все сельскохозяйственные угодья интенсивно культивируются, а в некоторых районах собираются два и даже три урожая в год. Однако рост сельскохозяйственного производства осуществляется намного медленнее, чем рост промышленности. Модернизация сельского хозяйства была законсервирована вследствие небольших размеров хозяйств и отсутствия инвестиций с целью подготовки кадров для построения более рентабельных предприятий. Сельское население Тайваня постоянно снижалось с 1974 до 2002 года, что побудило Совет по сельскому хозяйству внедрить современные методы управления фермерским хозяйством, обеспечить техническую подготовку и предложить консультации для лучшей системы производства и распределения. Содействие механизации сельского хозяйства помогло преодолеть нехватку рабочей силы при одновременном повышении производительности, производство риса и сахарного тростника полностью механизированы.
Основными культурами Тайваня являются рис, сахарный тростник, фрукты (многие из них тропические) и овощи. Хотя страна удовлетворяет внутренний спрос риса, Тайвань импортирует большие объёмы пшеницы, в основном из Соединённых Штатов. Производство и потребление мяса резко возросло, что свидетельствует о высоком уровне жизни. Тайвань экспортировал большое количество замороженной свинины, однако развитию отрасли помешала вспышка болезней животных в 1997 году. Другими сельскохозяйственными экспортными продуктами являются рыба, аквакультура и морепродукты, консервированные и замороженные овощи и зерновые продукты. Импорт сельскохозяйственной продукции увеличился в связи со вступлением в ВТО, что открыло новые рынки сельскохозяйственной продукции.

## Промышленность
Промышленность на Тайване в основном состоит из многих малых и средних предприятий (МСП) с меньшим количеством крупных предприятий.
Структура промышленности Тайваня включает в себя несколько крупных компаний, наряду со многими малыми и средними предприятиями, которые составляют 85 % объёма промышленного производства. Эти предприятия обычно производят продукцию OEM или изготовляют изделия по оригинальному проекту (ODM), в результате чего меньше ресурсов тратится на исследования и развитие новых товаров. В связи с акцентом на модели OEM/ODM компании, как правило, не в состоянии сделать углублённые оценки инвестиций, производства и маркетинга новых продуктов и не полагаются на импорт ключевых компонентов и передовых технологий из США и Японии. Двадцать ведущих компаний по информационным и коммуникационным технологиям создали свои отделения на Тайване.
Доля промышленного производства Тайваня в ВВП страны постепенно снизилась с более 50 % 1986 году до всего 31 % в 2002 году.
Это связано с тем, что промышленность перешла от более трудоёмких к капитало- и наукоёмким отраслям; электроника и информационные технологии составляют 35 % от общей производственной структуры.

### Электронная промышленность

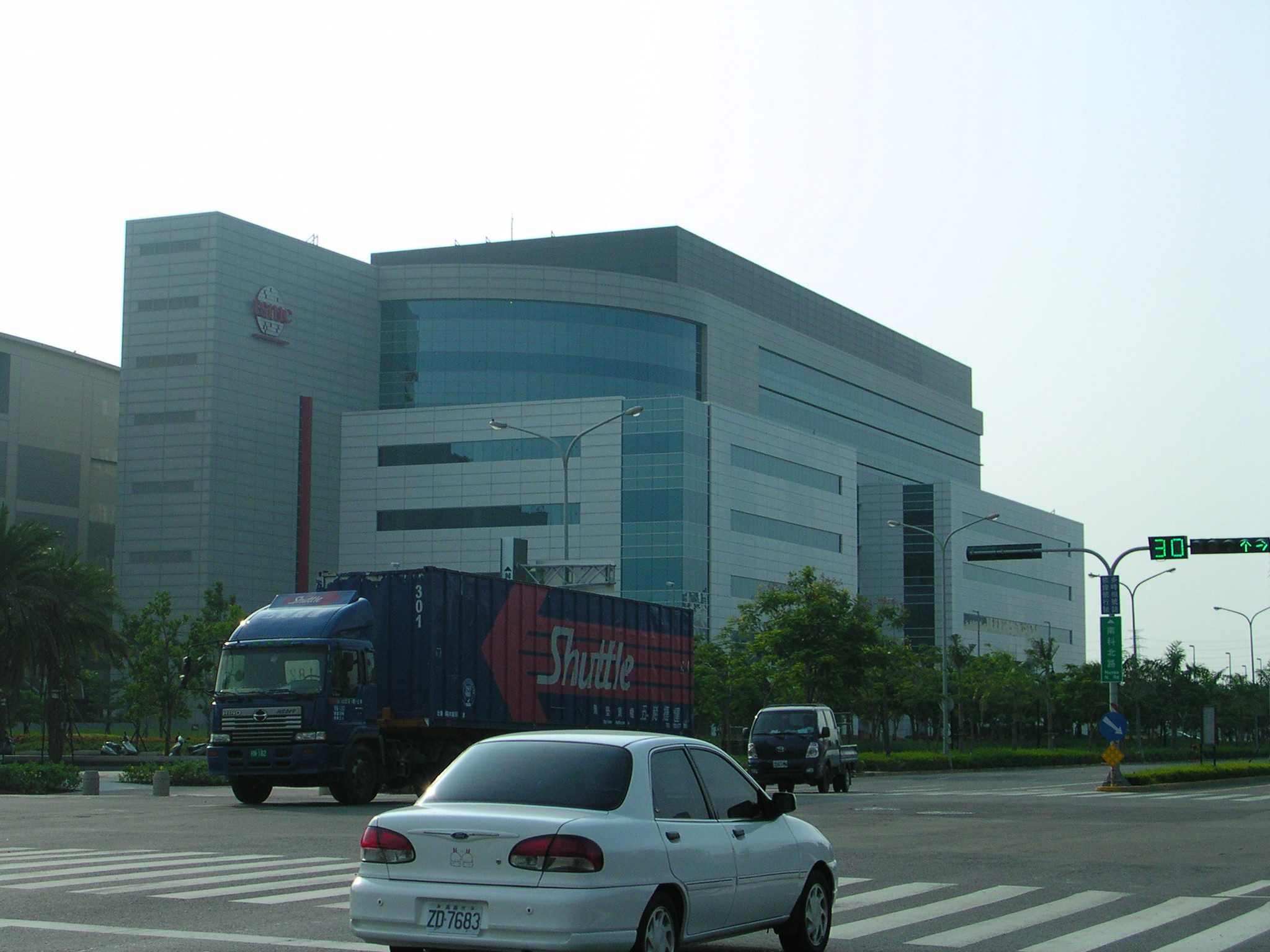
Фабрика TSMC в Научном парке Таинань, одна из лидеров в индустрии информационных технологий

В 1960 году электронной промышленности на Тайване практически не было. Тем не менее, после решения правительства развивать высокие технологии, чтобы наладить свою собственную промышленность в данной сфере, с использованием приёмов маркетинга и менеджмента были созданы такие компании, как TSMC и UMC. Индустрия использовала производственные ресурсы и опыт управления для тесного сотрудничества с крупными международными поставщиками, чтобы стать центром исследований и разработок Азиатско-Тихоокеанского региона.
В результате индустрия информационных технологий Тайваня играет важную роль на мировом IT-рынке в последние 20 лет.
Радиоэлектронная промышленность (в том числе плоские дисплеи и фотовольтаика) выросла в 2010 году на 40 % (до 2,2 трл долл.), что составляет пятую часть мирового рынка.
Полупроводниковая промышленность, в том числе производство микросхем, дизайн и пакование формируют основную часть IT-индустрии Тайваня.
После создания первого завода по производству 3-дюймовых пластин в 1977 году и основания UMC в 1980 году данная индустрия Тайваня превратилась в мирового лидера с 40 фабриками в эксплуатации, в 2002 году.
Благодаря своему мощному потенциалу в данной сфере производства Тайвань стал полноценным конкурентоспособным членом производственно-сбытовой цепочки. Сектор производства достиг 39 млрд долларов США в 2009 году, заняв первое место на мировом рынке по производству микросхем, корпусирование и тестированию и второе — по проектированию микросхем.
В 2007 году Тайвань в полупроводниковой промышленности обогнал Соединённые Штаты и уступает только Японии. Несмотря на глобальный финансовый кризис 2007—2010 годов, от которого уменьшился объём продаж и экспорта, промышленность продолжала расти, и компании за 2010 год принесли рекордную прибыль.
Тайваньские компании имеют производственные мощности  по всему миру и обошли японские по общей мощности производства микросхем в середине 2011 года, достигнув отметки в 21 % от мирового уровня.
Поставки кварцевого песка для полупроводниковой промышленности (для создания полупроводниковых пластин) осуществлялись из КНР.
Реализуется начатый правительством проект «e-Taiwan», для улучшения информационной и коммуникационной инфраструктуры на Тайване в пяти основных областях: правительство, жизнь, бизнес, транспорт и широкополосный доступ в Интернет.
Ведущие компании
Четыре тайваньские компании электронной промышленности вошли (в 2020 г.) в 1000 самых больших компаний, по версии Forbes. Компании D-Link, Zyxel Communications, Billion Electric и Comtrend являются лидерами рынка электронных коммуникаций.
Компании TSMC и UMC являются двумя крупнейшими производителями полупроводниковых изделий, в то время как MediaTek является четвёртой по величине бесфабричной компанией, разрабатывающей микросхемы, во всём мире.
Тайваньские фирмы WIN Semiconductors (9,1 % рынка полупроводников на основе арсенида галлия, имеет примерно 80 % глобальной прибыли от продажи этой продукции), AWSC и Wavetek контролируют более 90 % заказов (в денежном выражении) рынка продуктов на основе арсенида галлия (GaAs) и нитрида галлия (GaN).
AUO Corporation выпускает широкий спектр ЖК-панелей, в настоящее время на компанию на Тайване, в США, Нидерландах, Японии, Южной Корее, Сингапуре и Китае работают 43 тыс. человек.
Компания Asus производит персональные компьютеры, а также компьютерные компоненты, такие как материнские платы, видеокарты, ноутбуки, мониторы, мобильные телефоны, интернет-планшеты и оптические приводы. По состоянию на 2012 год входила в пятёрку крупнейших производителей данных товаров.
Крупным производителем компьютерной техники также является Gigabyte Technology, за 25 лет динамичного развития компания превратилась в одного из мировых лидеров рынка графических 3D-ускорителей и системных плат. Кроме этого, тайваньская компания Quanta Computer в 2013 году вошла в Fortune Global 500, заняв 321-е место.
Foxconn является крупнейшим в мире производителем электроники (электронных компонентов и готовых изделий), в основном являясь непосредственным исполнителем по контрактам с другими компаниями, которые, в свою очередь, продают изделия под своими торговыми марками.
В апреле 2011 года HTC, тайваньский производитель смартфонов и планшетов, по рыночной капитализации обошла Nokia.
Компания Yageo — третий в мире производитель пассивных электронных компонентов.

### Нефтехимическая промышленность
Несмотря на отсутствие нефтяных ресурсов, на Тайване с 1950-х годов процветает нефтехимическая промышленность. По состоянию на 2004 год Тайвань является девятым крупнейшим производителем химических веществ в мире, а также занимает лидирующие позиции в производстве термопластичных материалов, стекловолокна и этилена. В соответствии с «Global Views», доход от производства нефтепродуктов на Тайване вырос до более чем NT $ 1 трлн (33 млрд долл. США) в 2004 году, став третьей по доходу сферой промышленности после полупроводниковой и промышленности плоских панелей и дисплеев.
С учётом текстиля выходное значение химических материалов, нефти, угля и продуктов нефтехимии превышает NT $ 4 трлн (US $ 132 миллиарда), на долю которых приходится 30 % от общего объёма промышленного производства Тайваня.
Одно из крупных подразделений тайваньской нефтехимической промышленности — производство шин и покрышек, где помимо филиалов зарубежных компаний работают собственно тайваньские Nankang, Federal Corporation, Kenda и Maxxis.
Производство пластмассовых изделий
Рост экономики на Тайване и становление страны ключевым участником торговли в Азии — особенно с Китаем — привёл к увеличению спроса на производство пластиковых продуктов. Спрос на пластмассы и полимерные материалы составляет 39 % от общего объёма спроса на продукты химической промышленности. В последние годы стремительно растёт спрос на продукцию высоких технологий, качественные пластмассы и полимерные материалы для использования в отраслях местной промышленности, таких как электронная, связи, автомобильная, текстильная, упаковочная, строительная, медицинских принадлежностей и спортивного оборудования. Импорт пластмассы и полимерных материалов, особенно композиционных и конструкционных материалов, по-прежнему играет важную роль в химической промышленности Тайваня.

### Аэрокосмическая индустрия

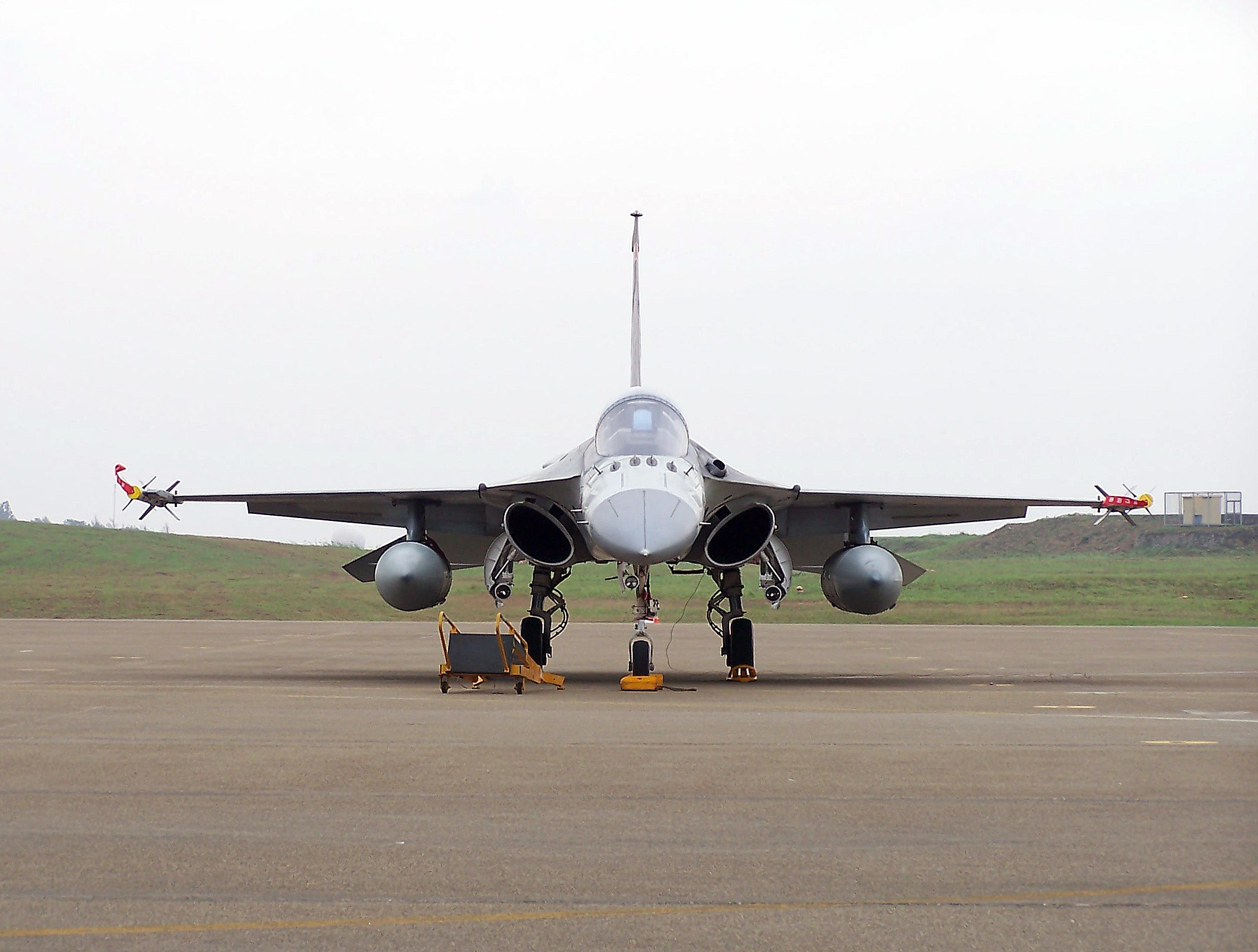
AIDC F-CK-1 Ching-kuo

В прошлом Тайвань мало участвовал в аэрокосмической деятельности, за исключением небольшого количества исследований в сфере космической физики и астрофизики. Тем не менее, в последние годы был создан ряд новых исследовательских подразделений, в том числе в Национальном центральном университете функционируют кафедры космической науки и астрономии. Кроме того, Центральный государственный университет с помощью дистанционного зондирования получает данные из США, Франции и других европейских стран с помощью спутниковой наземной станции NSC; центр распространяет данные на другие устройства после того, как они принимаются и обрабатываются.
В целях повышения уровня технологического развития страны и участия в развитии космической науки и техники Исполнительный Юань (исполнительная власть) в 1990 году утвердил программу развития авиационно-космической промышленности Тайваня и в следующем году — долгосрочный 15-летний проект развития космической техники Тайваня. Он также создал Национальный Офис космической программы, ответственный за реализацию плана. Комитет космической науки и технологий и Национальный центральный университет осуществляют надзор за политикой и администрацией данной сферы.
Национальный космический проект стартовал в 1991 году и, как планировалось, продлился 15 лет. Финансирование программы оценивается в NT $ 13,6 млрд. Проект начался со строительства ресурса спутниковых приёмных станций и включал запуск трёх небольших низкоорбитальных исследовательских спутников.
По программе, планируется разработать ряд малых спутников типа ROCSAT. Было решено, что эти спутники будут в дальнейшем использовать приёмные станции и будут обрабатывать данные со средств, уже имеющихся на Тайване.
В январе 1999 года с мыса Канаверал в США, был успешно запущен ИСЗ ROCSAT-1.
Национальная космическая организация Тайваня (NSPO) была основана в 2001 году и является гражданским космическим агентством Китайской Республики под эгидой Национального научного Исполнительного совета Юаня. NSPO участвует в освоении космического пространства, развитии спутниковой связи и связанных с нею технологиями и инфраструктурой, занимается исследованиями в области авиационно-космической техники, дистанционного зондирования, астрофизики, информатики, космического оружия и национальной безопасности Китайской Республики.

### Текстильная промышленность
В текстильной промышленности Тайваня наблюдается тенденция к производству функциональных, экологичных и инновационных продуктов, которые получили международную известность благодаря их высокому качеству и приемлемым ценам. По данным отчёта Всемирной торговой организации, в 2010 году Тайвань занял шестое место в мире по объёму экспорта текстиля, после Китая, Евросоюза, Индии, США и Южной Кореи. В докладе также было указано, что остров является одним из основных мировых поставщиков синтетических тканей и функционального эко-текстиля.
Согласно данным Тайваньская текстильная федерация (TTF), в 2011 году, по сравнению с 2010 годом, объём экспорта текстиля Тайваня вырос на 12,57 %. Объём импорта текстиля и одежды вырос на 22,68 %. TTF отмечает, что Китай (за исключением Гонконга) стал крупнейшим потребителем текстиля Тайваня в 2011 году и, что стоимость экспорта в Китай достигла 2,8 млрд долл. США, увеличившись на 10 % по сравнению с годом ранее (другие потребители: Вьетнам, Гонконг, США и Индонезия).

### Пищевая промышленность
Пищевая промышленность на Тайване приносит почти 500 млрд NTD в год. Нехватка сырья, изменения в структуре экономики и отток населения из села препятствовали развитию пищевой промышленности на Тайване. Правительственные учреждения разработали различные инициативы и проекты для работы с предприятиями по активизации экспортных продаж.
«Uni-President Enterprises Corporation» — крупнейшая компания по производству продуктов питания на Тайване и во всей Азии, она имеет значительную долю на рынке молочных продуктов, продуктов питания и закусок, а также напитков. Она также отвечает за функционирование местных отделений таких компаний, как «Starbucks», «7-Eleven», «Mister Donut» и «Carrefour». Кроме того, «Uni-President» также имеет филиалы в Китае и Таиланде.

## Энергетика
Потребление энергии на Тайване на душу населения примерно такое же, как и в соседних азиатских странах.
Из-за недостатка природных ресурсов на острове Тайвань вынужден удовлетворять потребность в энергии путём импорта (в 2021 — 98 %). В 2009 году объём потребления энергии на Тайване составил 113,09 килолитров нефтяного эквивалента. Промышленный сектор традиционно является крупнейшим потребителем энергии на Тайване, его доля повысилась за последние годы с 44,8 % в 1989 году до 52,5 % в 2009 году.
В качестве источника энергии преобладает природный газ (42,4 %), далее следует уголь (39,3 %), атомная энергетика (4,2 %) и зелёная энергетика (11,6 %).. Остров также сильно зависит от импорта нефти, 72 % общего объёма нефти импортируется с Ближнего Востока. Тайваньская энергетическая компания «Taipower» (государственное предприятие) отвечает за обеспечение электроэнергией всего Тайваня, её меры в 1994 году позволили независимым производителям электроэнергии обеспечить до 20 % потребностей острова в энергии. Поставки из Индонезии и Малайзии удовлетворяют большую часть естественных потребностей Тайваня в газе.

### Атомная энергетика
С 1985 по 2018 год в стране было три действующих АЭС: Цзиньшань, Куошен и Мааншан. До 2015 года (с возможностью отложения до 2018 или даже 2020 года) планировалось ввести в эксплуатацию четвёртую, однако в апреле 2014 года правительство приняло решение приостановить строительство.
Позже было принято решение о поэтапном отказе от ядерной энергетики к 2025 году; этот шаг стимулировал инвестиции Тайваня в возобновляемые источники энергии. На референдумах 2018 года избиратели проголосовали за отмену норм Закона об электроэнергетике, которые требовали поэтапного отказа от ядерной энергетики к 2025 году. Однако с тех пор старые атомные электростанции продолжали выводить из эксплуатации, а строительство новых не планировалось.
Последний действующий ядерный реактор Тайваня, блок 2 АЭС Мааньшан, был выведен из эксплуатации в мае 2025 года в соответствии с политикой Тайваня по поэтапному отказу от ядерной энергетики. Блок 1 АЭС Мааньшан был закрыт в июле 2024 года после истечения срока действия его 40-летней лицензии на эксплуатацию. Однако в мае 2025 года парламент принял закон, разрешающий потенциальное продление лицензий выведенных из эксплуатации станций в соответствии с новыми процедурами проверки.

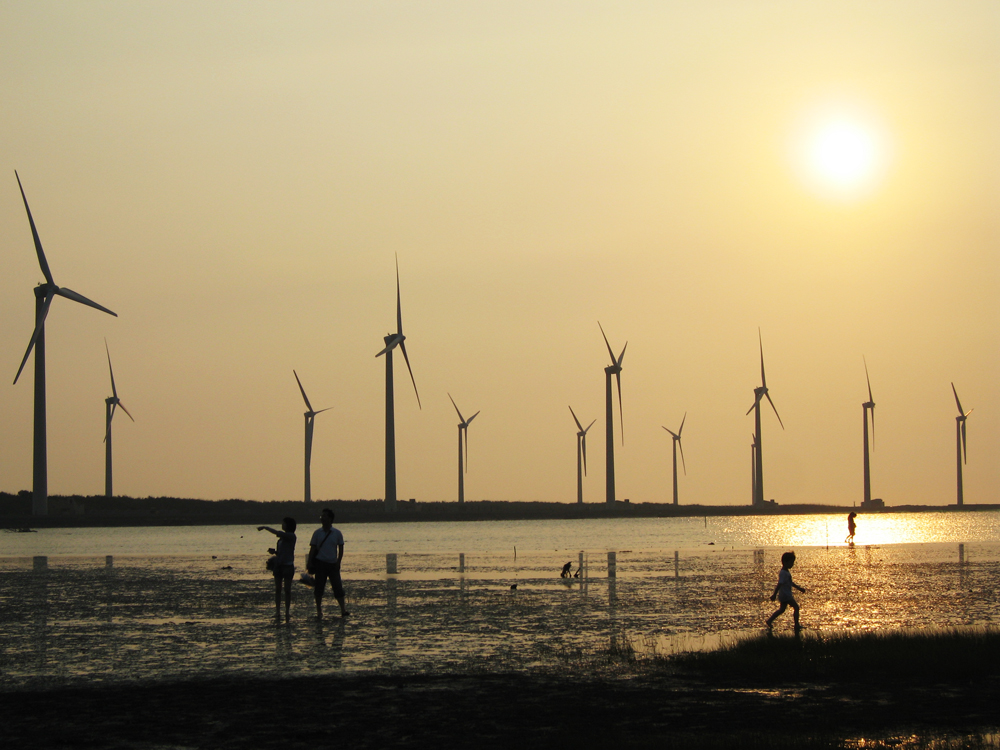
Ветровые турбины, такие как эти в Циншуй, Тайчжун, являются частью плана правительства в области коммерциализации возобновляемых источников энергии

### Альтернативная энергетика
Несмотря на то, что на Тайване потребление энергии на душу населения примерно такое же, как и в соседних азиатских странах, в июле 2005 года Министерство экономики объявило о планах по сокращению выбросов углекислого газа к 2025 году. В 2010 году выбросы углекислого газа сократилось на 5 140 000 метрических тонн.
Тайвань является 4-м крупнейшим в мире производителем солнечных батарей и крупнейшим производителем светодиодов.
В 2010 году на Тайване было установлено более 1660 тысяч квадратных метров солнечных тепловых коллекторов, в этом отношении Тайвань занимает третье место в мире. Правительство уже построило 155 комплексов ветровых турбин, способных производить 281,6 МВт энергии, кроме этого, есть дополнительные проекты, которые планируются или находятся на стадии строительства. На долю возобновляемой энергии приходится 6,8 % потребления энергии Тайваня с 2010 года. В 2010 году зелёный сектор энергетики принёс $ 10,97 млрд. Кроме того, правительство объявило о планах инвестировать $ 838 млн для развития возобновляемых источников энергии и дополнительные 635 млн долларов США на исследования и разработки.

## Военно-промышленный комплекс
Для Китайской Республики характерен государственный контроль над стратегическими объектами, что связано с попытками модернизации и развития военной промышленности при условии экономической безопасности для участников проекта — особенно отставных военных. Создаётся учебная база для государственной экономической бюрократии, которая всё больше ориентируется на экономическую войну. Важно, чтобы предприятия комплекса также были в состоянии удержать контроль над политической экономикой Тайваня. Например, Инженерное агентство бывших военнослужащих начало работать в 1956 году как небольшая компания инженеров и сосредоточила своё внимание на проектах, связанных с военной инфраструктурой. Первоначальное финансирование организации было получено от США в размере $ 750 000. Вмешательство военных в экономику было признано необходимым для целей обороны и социальной стабильности, важных для геополитики Тайваня. Военные особенно благоприятствовали развитию таких отраслей, как электроника.
Доля тяжёлой и электронной промышленности в экономике Тайваня была недостаточной. Военные хотели её повышения так же, как и экономические технократы. Военные создали собственный комплекс производственных мощностей, тесно сотрудничая с государственными предприятиями или частными фирмами с особым статусом. К началу 1960-х годов военно-промышленный комплекс Тайваня уже был способен создать большое количество оборудования, хотя оружие было менее современным, чем требовали вооружённые силы.Роберт Вейд, профессор политэкономии
Главной научно-исследовательской и опытно-конструкторской организацией Бюро вооружений Министерства национальной обороны Китайской республики является Чжуншаньский институт науки и технологии, принимающий активное участие в разработке различных систем вооружения и технологий двойного назначения. Он также вовлечён в гражданскую космическую программу Тайваня. Штаб-квартира организации расположена в городе Таоюань.
«Aerospace Industrial Development Corporation» является лидером Тайваня по производству истребителей. Один из первых собственных прототипов был построен на базе американского самолёта Pazmany PL-1, это был AIDC PL-1B. Было построено 55 экземпляров, первый прототип поднялся в воздух 26 октября 1968 года. В последующие годы была создана другая машина, которая представляет собой модифицированную версию американского North American T-28 Trojan, AIDC T-CH-1, первый полёт которого состоялся в 1973 году. Тесные связи в отрасли с США привели к покупке лицензии на производство вертолётов Bell UH-1 Iroquois, для армии было построено 118 единиц. В 1975 году с работы над новым реактивным самолётом, предназначенным для повышения квалификации пилотов AIDC AT-3, началось сотрудничество с компанией «Northrop Grumman Corporation». В 1974—1986 годы завод выпустил лицензионные версии самолётов Northrop F-5. Новейшим продуктом является истребитель AIDC F-CK-1, который также был построен со значительным участием американских компаний.

## Финансовый сектор

### Национальная валюта
Национальной валютой Китайской Республики является новый тайваньский доллар. Он был впервые выпущен Банком Тайваня 15 июня 1949 года, чтобы заменить старый тайваньский доллар в соотношении 40 000 к 1. Первой целью нового тайваньского доллара было прекращение гиперинфляции, от которой Тайвань и материковый Китай страдал из-за гражданской войны в Китае. Несколько месяцев спустя гоминьдановское правительство Китайской Республики потерпело поражение от китайских коммунистов и отступило на Тайвань.
Хотя тайваньский доллар был формальной валютой Тайваня, в течение многих лет китайский юань фактически был второй национальной валютой Тайваня. Китайский юань использовался по принципу фиатных денег и привязывался к стоимости серебра до Второй мировой войны. Многие старые уставы и законы предусматривают штрафы и сборы, выраженные в этой валюте.
В соответствии с Положением обменного курса новых тайваньских долларов и фиатной валюты, курс фиксировался в три доллара за один серебряный юань и никогда не изменялся, несмотря на десятилетия инфляции. Хотя серебряный юань являлся законным платёжным средством, его нельзя было купить, продать что-либо, или использовать его при сделках, поэтому он приносил мало пользы.
В июле 2000 года новый тайваньский доллар стал официальной валютой Китайской Республики и больше не является вторичным по отношению к серебряному юаню. В то же время Центральный банк Китая (теперь известный как Центральный банк Республики Китай) начал выпускать непосредственно банкноты нового тайваньского доллара, и старые векселя, выпущенные Банком Тайваня, были изъяты из обращения.
В истории национальной валюты курс по отношению к доллару США колебался от менее 10 TWD за доллар США в середине 1950-х годов до более чем в 40 TWD за 1 доллар США в 1960-х и около 25 TWD за 1 USD примерно в 1992 году. По состоянию на 1 июля 2016 года средний курс составляет 32,24 TWD за 1 доллар США.

#### Инфляция
Уровень инфляции на Тайване в октябре 2013 года составил 0,64 %. На Тайване данный показатель сообщается Национальным бюро статистики Китайской Республики. Инфляция на Тайване составляет в среднем 4,38 % по данным с 1960 по 2013 год. Она достигла наибольшего уровня в 61,46 % в марте 1974 года и рекордно низкого уровня −3,07 % в октябре 1970 года. На Тайване для расчёта индекса потребительских цен используются товары и услуги 7 категорий: цены на продукты, одежду, жильё, транспорт и коммуникации, лекарственные средства и медицинское обслуживание, образование и развлечения, прочие товары и услуги.

### Налогообложение
Министерство финансов Китайской Республики, которое является частью Исполнительного Юаня (исполнительная власть), — это наивысшая правительственная организация, отвечающая за реализацию налоговой политики и контроль регулирования и сбора налогов. Налогообложение имеет место как на национальном, так и на местном уровне.
В отличие от Налогового кодекса США, на Тайване нет ни одного закона, который регулирует общее налогообложение. Налоги регулируются рядом законов и правил, связанных с определённым видам налогов. Законодательный Юань играет важную роль в разработке и пересмотре налогов и смежных отраслей права. Закон о подоходном налоге является основным законом, который регулирует доходы физических лиц и получение прибыли предприятий.
Оценка индивидуального подоходного налога на Тайване происходит по местным правилам, если не предусмотрено исключение в Законе о подоходном налоге и смежных отраслях права. Лица считаются жителями Тайваня в плане налогообложения, если они либо проживают там постоянно, либо находятся в стране более 183 дней в налоговом году. Доходы, полученные в обмен за оказанные услуги, которые предоставляют физические лица на Тайване облагаются налогами независимо от того, является плательщик локальным или офшорным физическим или юридическим лицом. Существует одно исключение из этого правила для нерезидентов, которые физически находятся на Тайване в течение менее 90 календарных дней в году и которые получают компенсацию от оффшорных компаний.
Вся полученная прибыль юридических лиц на Тайване облагается налогом на прибыль предприятий. Индивидуальные предприниматели и партнёры должны подать заявление, тогда их части налогооблагаемого дохода учитываются в совокупности с индивидуальным подоходным налогом.
Налог на сделки с ценными бумагами платится продавцом ценных бумаг в размере 0,3 % от валовой выручки от продажи акций, выпущенных компанией. В размере 0,1 % — на валовые доходы от корпоративных облигаций (временно не взимается). Этот налог регулируется правилами, установленными в Налоговом законе о сделках с ценными бумагами.
Существует налог, направленный на пресечение спекуляций с недвижимостью. С учётом стоимости жизни в городе Тайбэй и других городских районах правительство Китайской Республики ввело новый налог на роскошь в июне 2011 года. Закон предусматривает взыскание 15 %-го налога с владельцев вторых домов, которые продают их в течение одного года со дня покупки. Кроме того, взимается 10 %-ный налог с продаж объектов, принадлежавших лицу в течение срока от одного до двух лет. Данные, предоставленные правительством Китайской Республики в конце 2011 года, показали, что налог на роскошь произвёл желаемый эффект, в результате чего средняя цена на жильё в Тайбэе упала почти на 12 % при одновременном снижении общего объёма сделок с недвижимостью по всему острову почти на 15 % в июне—октябре.

### Государственный бюджет
Данные о государственном бюджете Тайваня публикует Центральный банк Китайской Республики. Тайвань имеет дефицит государственного бюджета в размере 1,60 % от валового внутреннего продукта страны по состоянию на 2012 год. Тайваньский государственный бюджет имеет средний дефицит 1,84 % ВВП с 1988 по 2012 год, достигнув самого высокого уровня в 1,8 % ВВП в декабре 1990 года и рекордно низкого уровня −6,30 % ВВП в декабре 2001 года. Государственный бюджет представляет собой подробный отчёт платежей, полученных Китайской Республикой (налоги и другие сборы), а также платежи, осуществляемые правительством (закупки и трансфертные платежи). Бюджетный дефицит Тайваня возникает, так как правительство тратит больше денег, чем получает.

## Сфера услуг

### Банковский сектор
На Тайване функционируют 40 тайваньских банков и 25 кредитных кооперативов. Есть также 28 иностранных банков, имеющих отделения в Тайбэе. В тайваньском банковском секторе доминирует государственный Банк Тайваня, который контролирует около 12 % совокупных активов банковского сектора.
В дополнение к Банку Тайваня (100 % государственная собственность) правительство владеет и управляет несколькими банками, правительство владеет 100 % активов Земельного банка Тайваня и 36,7 % от Тайваньского кооперативного банка. Оно также является миноритарным акционером трёх крупнейших частных банков: «Mega International Commercial», «First Commercial» и «Hua Nan Commercial». Однако оно преследует планы приватизации и заявило, что хотело бы, чтобы количество контролируемых государством финансовых учреждений (и финансовых холдинговых компаний) уменьшилось вдвое.
Как указано на сайте центрального банка Тайваня, «действующие цели включают содействия финансовой стабильности, обеспечение рациональных банковских операций, поддержку стабильной внутренней и внешней стоимости валюты и, в рамках трёх вышеупомянутых целей, содействие экономическому развитию.» Для достижения этих целей Центральный банк Китайской Республики использует традиционные инструменты монетарной политики, в том числе операции на открытом рынке, скидки и нормативы обязательных резервов для банков. Покупка и продажа ценных бумаг через операции на открытом рынке с целью влиять на банковские резервы и межбанковские процентные ставки является самым важным из инструментов монетарной политики страны. Центробанк использует ставку рефинансирования с ориентиром на 10-дневный кредит. По данным Центробанка, золотовалютные резервы Тайваня составляют 399 млрд долларов США, по этому показателю страна занимает шестое место в мире. Кредитный рейтинг — AA-, стабильный.
В 2008 году «Fubon Financial Bank» фактически стал первым тайваньским банком на территории Китая благодаря покупке 20 % акций «Xiamen City Commercial Bank». Банковский регулятор Китая одобрил сделку в ноябре 2008 года. Сделка ознаменовала начало либерализации финансовых услуг между Китаем и Тайванем, был утверждён меморандум о взаимопонимании, подписанный в ноябре 2009 года.
В июне 2012 года Комиссия по финансовому надзору разрешила деятельность двух банков КНР (Банка коммуникаций и Банка Китая) в городе Тайбэй. В августе 2012 года Китай и Тайвань одобрили ход тайваньских банков, чтобы уменьшить количество операций с юанями, и банков КНР, чтобы уменьшить число сделок с тайваньской валютой.
Иностранные банки активны в банковском секторе Тайваня и Комиссия по финансовому надзору активно стремится привлечь иностранные банки в страну для создания глобального финансового рынка. Для облегчения этого шага был принят ряд реформ, которые в том числе позволяют тайваньским банкам сотрудничать с иностранными банками через создание дочерних банков, которые затем объединятся с или будут куплены внутренним институтом. Известные сделки включают: приобретение Сингапурским банком развития «Bowa Commercial Bank», приобретение HSBC Китайского банка, приобретение «Citigroup» «Bank of Overseas Chinese» и приобретение «Standard Chartered Bank» «Hsinchu International Bank».

### Страхование
По состоянию на середину 2013 года страховой сектор Тайваня отличается от аналогов в других странах по двум причинам. Первая в том, что по многим показателям, в том числе плотности населения, страна имеет исключительно высоко развитый рынок страхования. Страна, которая на протяжении последних 30 лет последовательно обеспечивала профицит счёта текущих операций, мобилизовала значительную часть сбережений через сегмент страхования жизни, где доминируют массивные внутренние финансовые конгломераты. Абсолютный размер, относительный размер, доступ к капиталу, бренд и положение на рынке сделало массивные тайваньские финансовые конгломераты услуг — «Cathay», «Fubon» и «Shin Kong» — которым принадлежат одноимённые и связанные с ними компании, не относящиеся к страхованию жизни, жёсткими конкурентами. «Chunghwa Post» — локальный учётный филиал «JapanPost Insurance» — также является важным участником данного сегмента. По сути, конкурентная среда была сформирована своеобразной политической ситуацией на Тайване. Как и их южноафриканские и израильские коллеги, тайваньские финансовые гиганты имели ограниченный доступ к иностранному капиталу на протяжении большей части их истории, — и должны были совершать свою деятельность в рамках национальных границ.
Тем не менее, как показал опыт «Allianz» и филиала компании AIG — «Nan Shan», иностранные компании могут наладить весьма существенный бизнес на Тайване. Многие ведущие компании были сосредоточены на специфических продуктах или каналах сбыта в целях увеличения прибыльности. Последние тенденции в сфере заключаются в стремлении увеличить рентабельность, а не рост выручки. В то время, как большинство компаний по страхованию жизни получает доходы от инвестиций, которые сравнимы (в некоторых случаях даже ниже) со стоимостью фондирования. К концу 2012 года «HSBC Insurance» объявила, что будет продавать свои активы на Тайване «Allianz» в рамках регионального соглашения банковского страхования.

### Социальная сфера

#### Образование

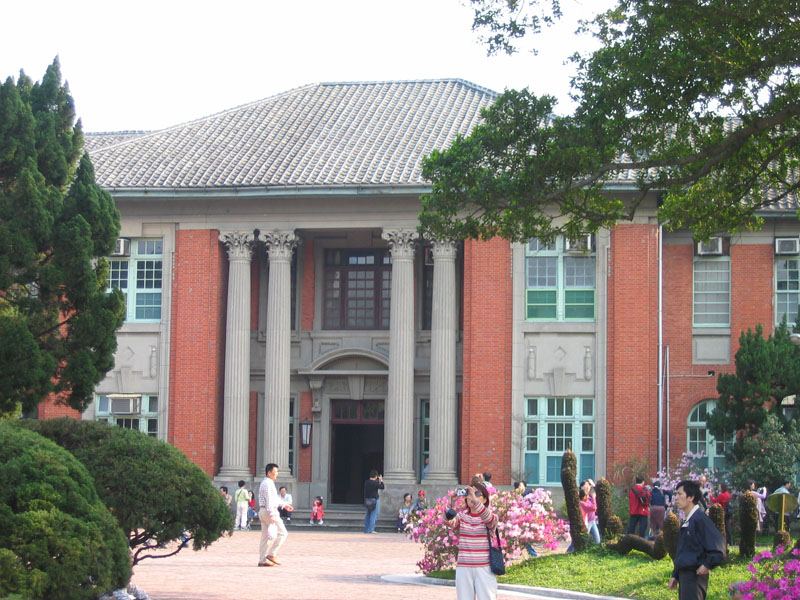
Национальный университет Тайваня

У системы образования Тайваня было три особенности, которые сыграли важную роль в его экономических успехах. Во-первых, инфраструктура базового образования к 1950 году уже была налажена, начальное образование имела большая часть населения. Во-вторых, в 1949—1950 годах имело место бегство высококвалифицированных рабочих — сторонников Гоминьдана из материкового Китая, которые заменили японских работников и способствовали развитию местной экономики. Самым важным было то, что систему образования планировалось развивать таким образом, чтобы точно соответствовать изменяющимся требованиям растущей экономики. Срок обязательного базового образования был увеличен с шести до девяти лет, программа среднего образования была в большей степени смещена в сторону технических специальностей, госзаказ выпускников университета был строго ограничен, и университетская программа была изменена, чтобы уделить больше внимания техническим дисциплинам. Высшее образование развивается непропорционально, причём за счёт частного капитала, благодаря чему данная сфера не является столь дорогостоящей для правительства.

#### Здравоохранение

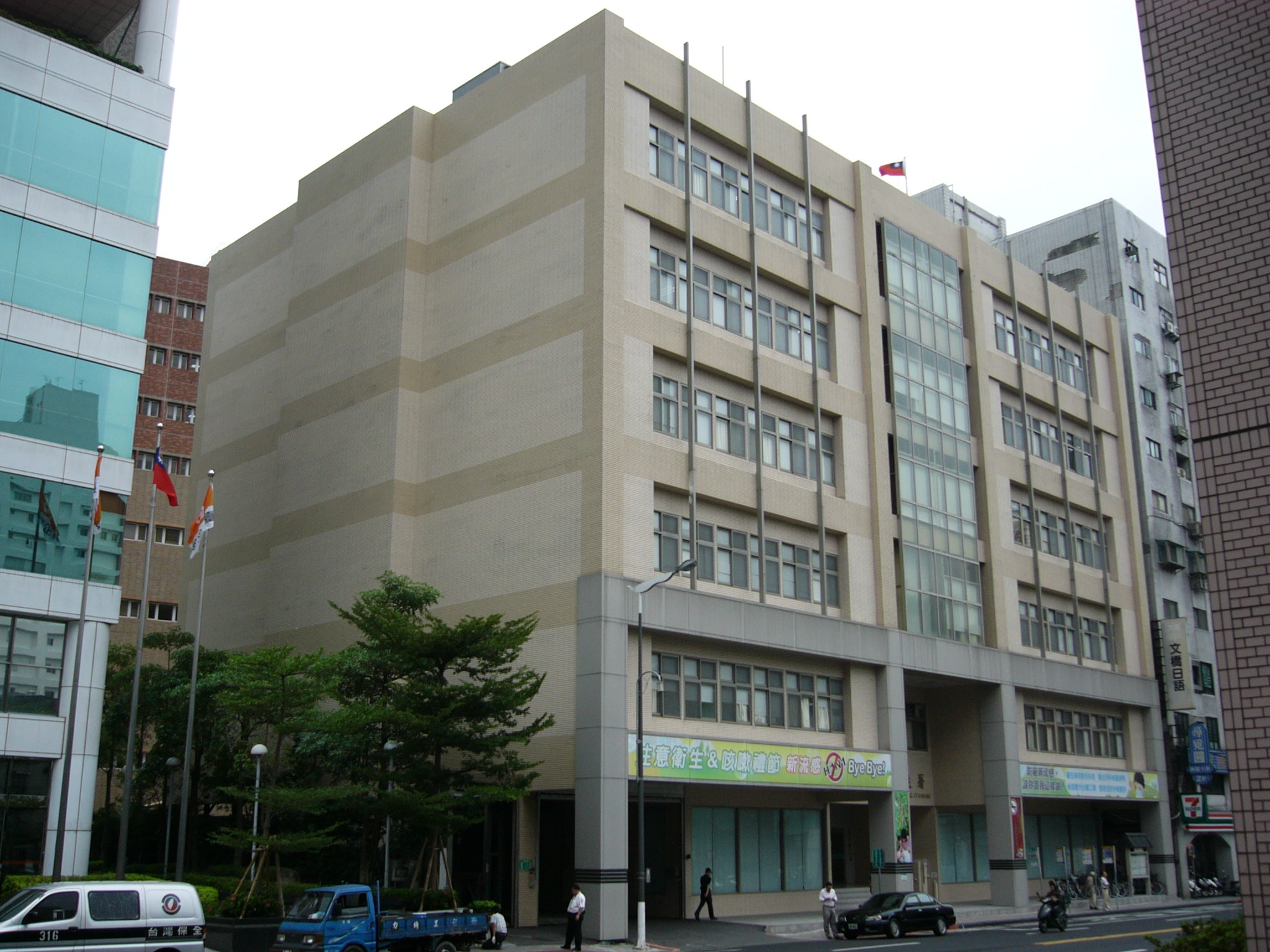
Департамент Здравоохранения

Здравоохранение на Тайване находится в ведении Департамента здравоохранения Исполнительного Юаня. Как и в других развитых странах, тайваньские граждане хорошо питаются, но сталкиваются с такими проблемами со здоровьем, как хроническое ожирение и болезни сердца. В 2002 году на Тайване насчитывалось почти 1,6 врачей и 5,9 больничных коек на 1000 человек населения. В 2002 году в стране было в общей сложности 36 больниц и 2601 клиника. Расходы на здравоохранение на душу населения составили US $ 752 в 2000 году, данные расходы составляли 5,8 % от валового внутреннего продукта в 2001 году; 64,9 % расходов были из общественных фондов, общая продолжительность жизни в 2013 году составила 79,71 лет.
Среди последних основных проблем здравоохранения называют вспышку тяжёлого острого респираторного синдрома (SARS) в 2003 году, но позже остров был объявлен Всемирной организацией здравоохранения (ВОЗ) безопасным.
Нынешняя система здравоохранения на Тайване, известная как Национальная медицинская страховка (NHI), была учреждена в 1995 году. За счёт средств NHI реализуется обязательный социальный план страхования, который обеспечивает централизованное выделение медицинских средств. Система обещает равный доступ к медицинской помощи для всех граждан, к концу 2004 года она охватила 99 % населения. NHI в основном финансируется за счёт взносов, которые основаны на налоге на заработную плату и дополняются из наличных выплат и прямым государственным финансированием. На начальном этапе плата за услуги преобладала для государственных и частных поставщиков. Большинство провайдеров работают в частном секторе и образуют конкурентный рынок в сфере здравоохранения. Хотя многие поставщики медицинских услуг обманывают систему, предлагая ненужные услуги для большого числа пациентов, а затем получают выплаты от правительства. В условиях необходимости сдерживания расходов в 2002 году NHI изменила платёжную систему, введя вместо платы за услугу из глобального бюджета на своего рода перспективную систему оплаты.

### Транспорт и связь

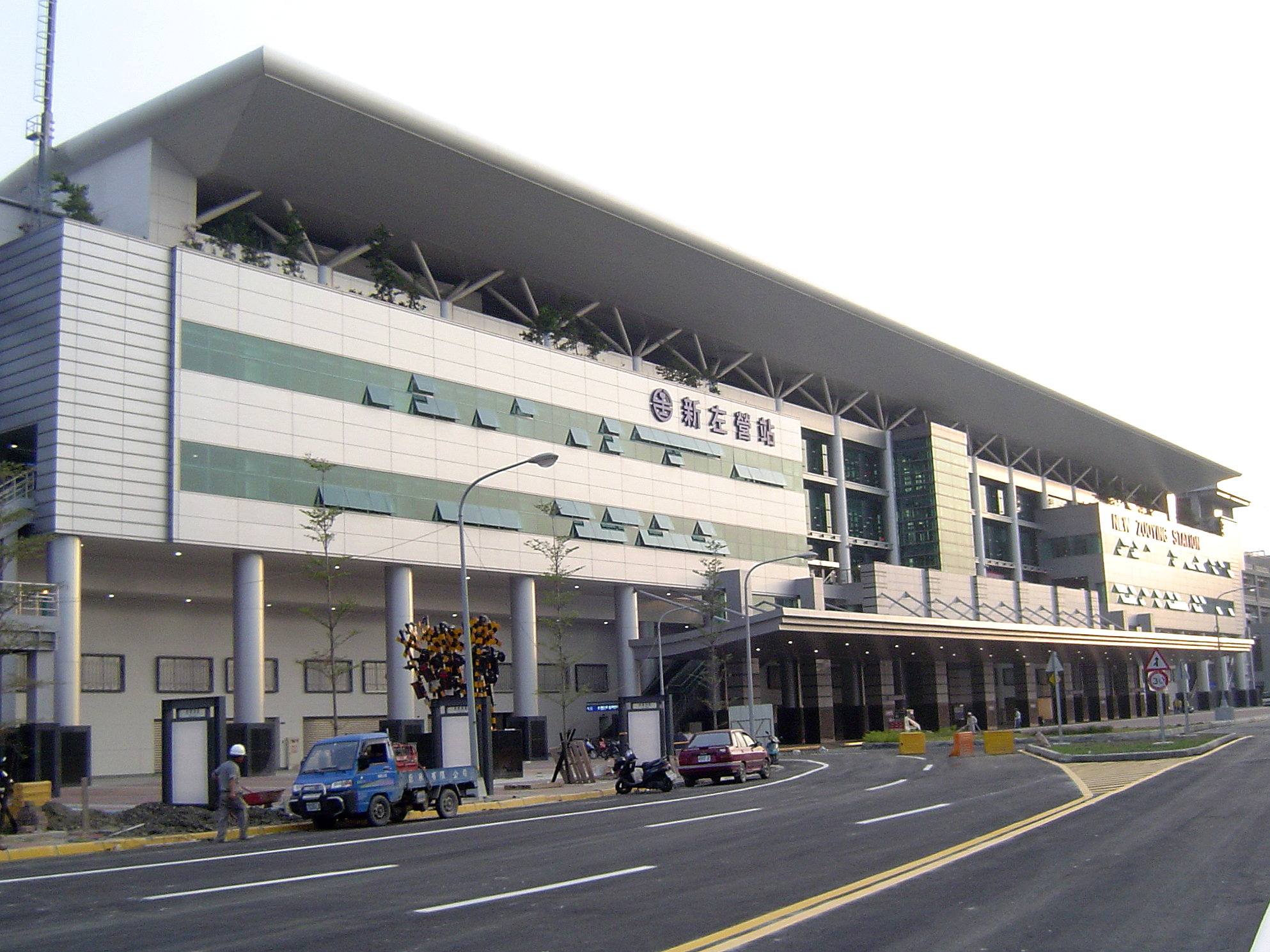
Вокзал Цзоин в городе Гаосюн

Транспорт в Китайской Республике начал развиваться в конце 1940-х годов. Строительство в республике аэропортов, дорог и железнодорожных путей значительно увеличило занятость населения. На Тайване весьма разветвлённая сеть железных дорог, общая длина которых составляет 1580 км (2009 год). При этом в 1950-е протяжённость сети была около 3500 км, в том числе порядка 2 тыс. км дорог узкой колеи. Сокращение железнодорожного полотна на Тайване связано с закрытием почти всех узкоколейных линий. Высокая плотность населения делает железнодорожный транспорт востребованным, особенно в западных районах острова. В 2011 году железнодорожными системами страны пользовались более 863,4 миллионов пассажиров, что в среднем составляет около 2,36 млн пассажиров в день. Все стандартные железные дороги страны управляются Администрацией тайваньских железных дорог. Система включает в себя 4 основных линии, образующих замкнутый контур вокруг острова и 3 небольших дополнительных ответвления. Большая часть дорог электрифицирована, ширина колеи — 1067 мм. Первая ветка была построена в 1891 году, во времена династии Цин.
Высокоскоростная железнодорожная система (THSR) проходит вдоль западного побережья острова, соединяет Тайбэй и Гаосюн. Длина линии — 345 км. Метрополитен на данный момент имеется в двух городах Тайваня: Тайбэй и Гаосюн. Ведётся строительство метрополитена в городах Таоюань и Тайчжун.
Всего на Тайване построено 40 аэропортов, шесть из которых имеют длину ВПП более 3047 м. Самым загруженным аэропортом является Тайвань-Таоюань, в 2012 году через него прошло более 27,8 млн пассажиров. По состоянию на 2013 год, построен 31 вертодром. Главные морские порты страны: Хуалянь, Гаосюн, Цзилун, Тайчжун. Второй является наибольшим в стране, его пропускная способность составляет приблизительно 10 млн двадцатифутовых эквивалентов. На Тайване также существует два внутренних порта.
Общая длина автомобильных дорог Тайваня составляет 41 475 км (2009 год). Скоростные автомагистрали национального уровня обладают большой пропускной способностью.

#### Телекоммуникации
Рынок телекоммуникаций Тайваня развивался в быстром темпе благодаря мерам по либерализации, принятыми в середине 1990-х с целью ускорения модернизации телекоммуникационной инфраструктуры. С 1996 года (когда услуги мобильной, спутниковой и фиксированной связи постепенно стали доступны для частного сектора) по 2010 год доходы от услуг связи выросли на 132 % до 12 млрд долл. США. За этот период доля доходов от услуг мобильной связи увеличилась с 13 до 59 процентов от общего дохода телекоммуникаций.
Как и во многих других развитых странах, рынок мобильных телефонов Тайваня столкнулся с перенасыщением, так как уровень распространения мобильных телефонов достиг 100 % в начале 2002 года и продолжил подниматься до 120 % в 2010 году. Ограниченный размер рынка привёл к жёсткой конкуренции среди сетевых операторов, поскольку они соперничают, чтобы увеличить свою долю на рынке за счёт более качественных услуг, новейшего оборудования и конкурентоспособных цен.
Крупнейшим поставщиком телекоммуникационных услуг на Тайване является «Chunghwa Telecom», она же — один из лидеров отрасли в Азии по объёму выручки. С точки зрения как объёма доходов, так и числа клиентов, «Chunghwa» является крупнейшим на Тайване поставщиком услуг фиксированной связи, мобильной связи, широкополосного доступа к Интернету. Компания также предоставляет информационно-коммуникационные услуги для корпоративных заказчиков.

### Торговля

#### Внешняя торговля

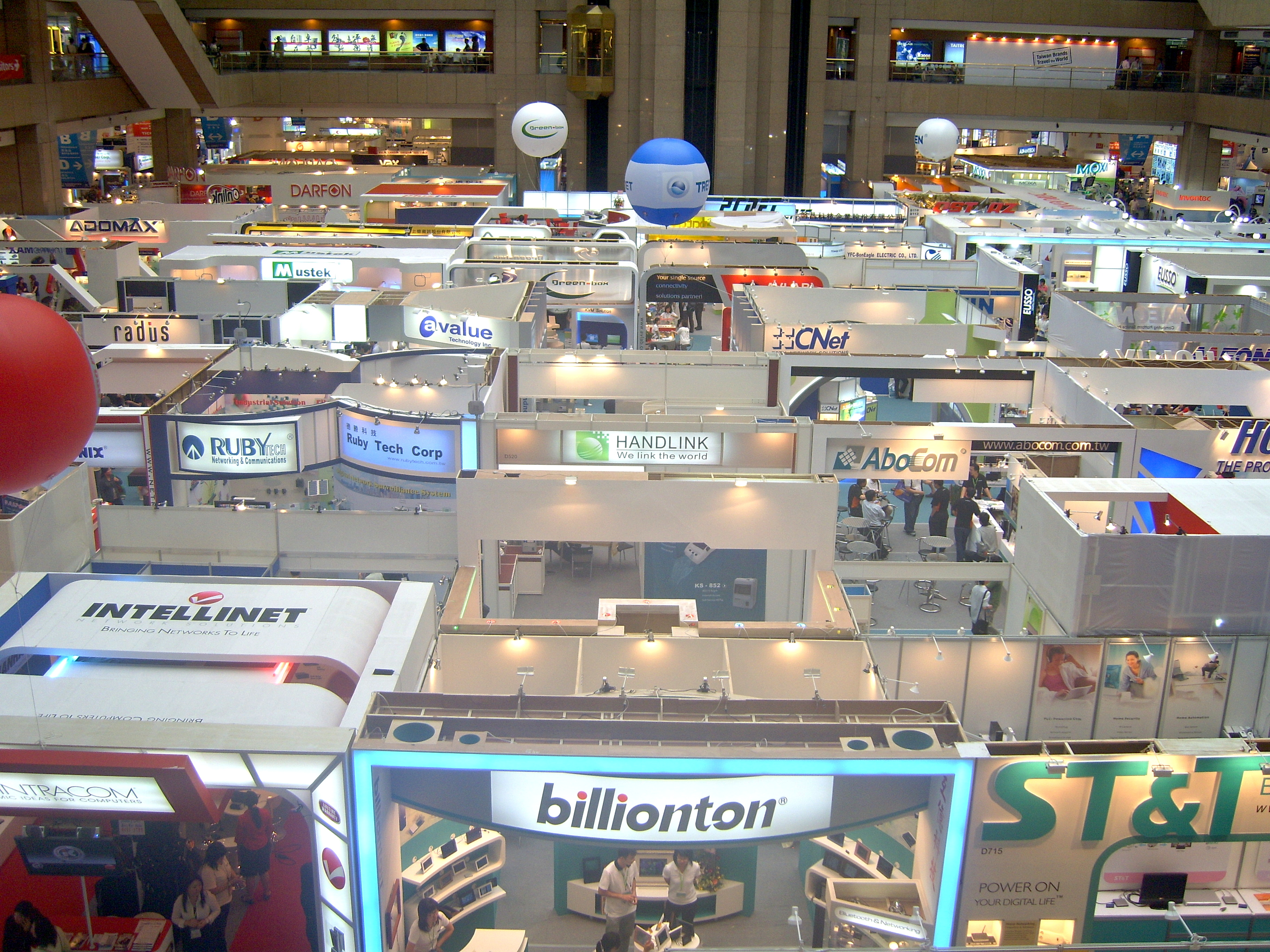
Computex, вторая по величине в мире торговая выставка технологий, это международная выставка информационных технологий, которая привлекает инвесторов со всего мира

Внешняя торговля является залогом быстрого роста экономики Тайваня в течение последних 40 лет. Тайваньская экономика остаётся ориентированной на экспорт, таким образом, она зависит от режима открытой мировой торговли и остаётся уязвимой для влияния спадов в мировой экономике. Общий объём торговли увеличился в пять раз в 1960-х, почти в десять раз в 1970-х, и снова удвоился в 1980-х годах. 1990-е годы показали меньший рост — почти в два раза. Состав экспорта изменился от преимущественно сельскохозяйственной продукции до промышленных товаров (в настоящее время 98 %). Сектор электроники является важнейшим промышленным сектором экспорта Тайваня и крупнейшим получателем инвестиций США. Тайвань, благодаря независимой экономике, в январе 2002 года стал членом Всемирной торговой организации (ВТО), как «отдельная таможенная территория Тайвань, Пэнху, Цзиньмэня и Мацзу» (часто сокращается до «Китайский Тайбэй» — название, введённое из-за вмешательства КНР в ВТО). По данным доклада агентства по оценке коммерческого риска BERI за 2011 год, Тайвань имеет благоприятный инвестиционный климат, уступая по данному показателю лишь Сингапуру и Швейцарии.
Тайвань является крупнейшим в мире поставщиком компьютерных чипов и ведущим производителем жидкокристаллических дисплеев (рынок которых вырос в 2011 году на 32 %), компьютерной памяти DRAM, сетевого оборудования, а также разработчиком и производителем бытовой электроники. Текстиль является ещё одним крупным промышленным сектором экспорта, хотя его объёмы снижаются, в связи с нехваткой рабочей силы, увеличением накладных расходов, цены на землю и затрат на охрану окружающей среды. В импорте преобладают сырьё и средства производства, на долю которых приходится более 90 % от общей суммы. Тайвань импортирует большую часть своих энергетических потребностей. Соединённые Штаты являются третьим крупнейшим торговым партнёром Тайваня при 11,4 % тайваньского экспорта и поставки 10 % импорта. В последнее время крупнейшим партнёром по импорту и экспорту Тайваня стал Китай. В 2010 году на КНР приходилось 28 % экспорта Тайваня и 13,2 % импорта (за исключением Гонконга). Эта цифра быстро растёт, и экономики двух стран становятся всё более взаимозависимыми. Импорт из Китая в основном состоит из сельскохозяйственного и промышленного сырья. Экспорт в Соединённые Штаты составляет главным образом электроника и потребительские товары. С ростом уровня дохода на душу населения вырос спрос на импортные высококачественные потребительские товары. В 2002 году сальдо торгового баланса Тайваня с США составило $ 8,7.
Отсутствие формальных дипломатических отношений между Тайванем и его торговыми партнёрами, по всей видимости, не серьёзно препятствуют быстро расширяющейся торговле Тайваня. Китайская Республика является полноценным членом 32 международных организаций и их подконтрольных органов. В дополнение к ВТО Тайвань является членом Азиатского банка развития как Китайский Тайбэй (название введено под влиянием КНР) и Азиатско-Тихоокеанского экономического сотрудничества (АТЭС), как Китайский Тайбэй (по той же причине, что и выше). Эти события отражают экономическое значение Тайваня и его стремление к дальнейшей интеграции в глобальную экономику.
Рамочное соглашение об экономическом сотрудничестве (ECFA) с Китаем было подписано 29 июня 2010 года в городе Чунцин. Это потенциально может расширить рынки для экспорта Тайваня. Однако истинные выгоды и последствия ECFA для экономики Тайваня всё ещё являются спорным вопросом. Подписанное в 2010 году соглашение позволило более чем 500 видам товаров, произведённых на Тайване, въехать в Китай по низкому тарифу. Правительство Тайваня также в 2010 году начало переговоры по подписанию торговых соглашений с Сингапуром и США. Переговоры с США завершились тем, что обе стороны договорились сотрудничать в плане укрепление внутреннего потенциала в области регулирования и поддержки информационно-коммуникационных систем. В июле 2013 года Тайвань подписал соглашение о свободной торговле с Новой Зеландии — первое в истории Китайской республики подобное соглашение со страной, с которой она не поддерживает дипломатических отношений; а в ноябре было подписано торговое соглашение с Сингапуром.

#### Внутренняя торговля
Система торговли является частично свободной, но в то же время частично контролируется. Соль, табак, алкогольные напитки, а также некоторые другие товары производятся и распространяются государством. Цены на жизненно необходимые товары находятся под контролем. Розничные продажи в городах осуществляются небольшими универмагами, специализированными магазинами, обычными магазинами и мелкими торговцами. В 2000 году на Тайване было более 1000 супермаркетов и 3200 магазинов. Поскольку придорожные торговые точки и мелкие торговцы несут меньшие расходы и довольствуются небольшой прибылью, их цены, как правило, ниже, чем у крупных магазинов и супермаркетов. В последние годы оптовые дискаунтеры, гипермаркеты и франчайзинговые магазины стали важными каналами реализации товаров народного потребления, повышая эффективность системы торговли в целом. Первые торговые центры страны были открыты в 1999 и 2001 годах, в планы развития входила постройка от 20 до 30 новых торговых центров в течение ближайших нескольких лет.
Цзилун и Тайбэй являются центрами распределения продукции в северной части острова, в то время как Гаосюн и Тайнань — в южной части. Наибольшее число зарегистрированных торговых фирм, занимающихся импортом и экспортом, расположены в Тайбэе. Отчёты, как правило, согласно китайской традиции, подаются во время традиционных праздников.
Местные рынки открываются примерно в 7 часов утра и закрываются в 6 вечера или позже. Коммерческие фирмы и магазины обычно открыты с 9 утра до 5:30 вечера в будние и по утрам в субботы, хотя некоторые магазины закрываются в 10 вечера. Большинство магазинов открыты семь дней в неделю.

### Туризм
В результате восстановления экономики после кризиса в 2010 году сфера туризма извлекла выгоду от улучшения экономической ситуации, в 2011 году количество туристических поездок на остров резко возросло. Кроме того, восстановление экономики привело к увеличению числа местных посетителей туристических достопримечательностей, повысились доходы от внутренних туристов, поскольку увеличилось число внутренних поездок.
Ценовая конкуренция остаётся важным аспектом в сфере путешествий и туризма Тайваня. Например, некоторые бюджетные авиакомпании туристических направлений Азии являются также ключевыми направлениями среди тайваньских туристов. Привлекательные низкие цены бюджетных авиаперелётов создали высокий уровень конкуренции среди ведущих компаний в отношении рейсов по этим направлениям. Однако уровень конкуренции в отношении рейсов в пункты назначения за пределами Азии на Тайване не был столь высоким. Таким образом, некоторые компании перестроились, чтобы сосредоточиться на дальних рейсах в западном направлении, дабы избежать жёсткой конкуренции на маршрутах в Азии.

## Научные и промышленные парки

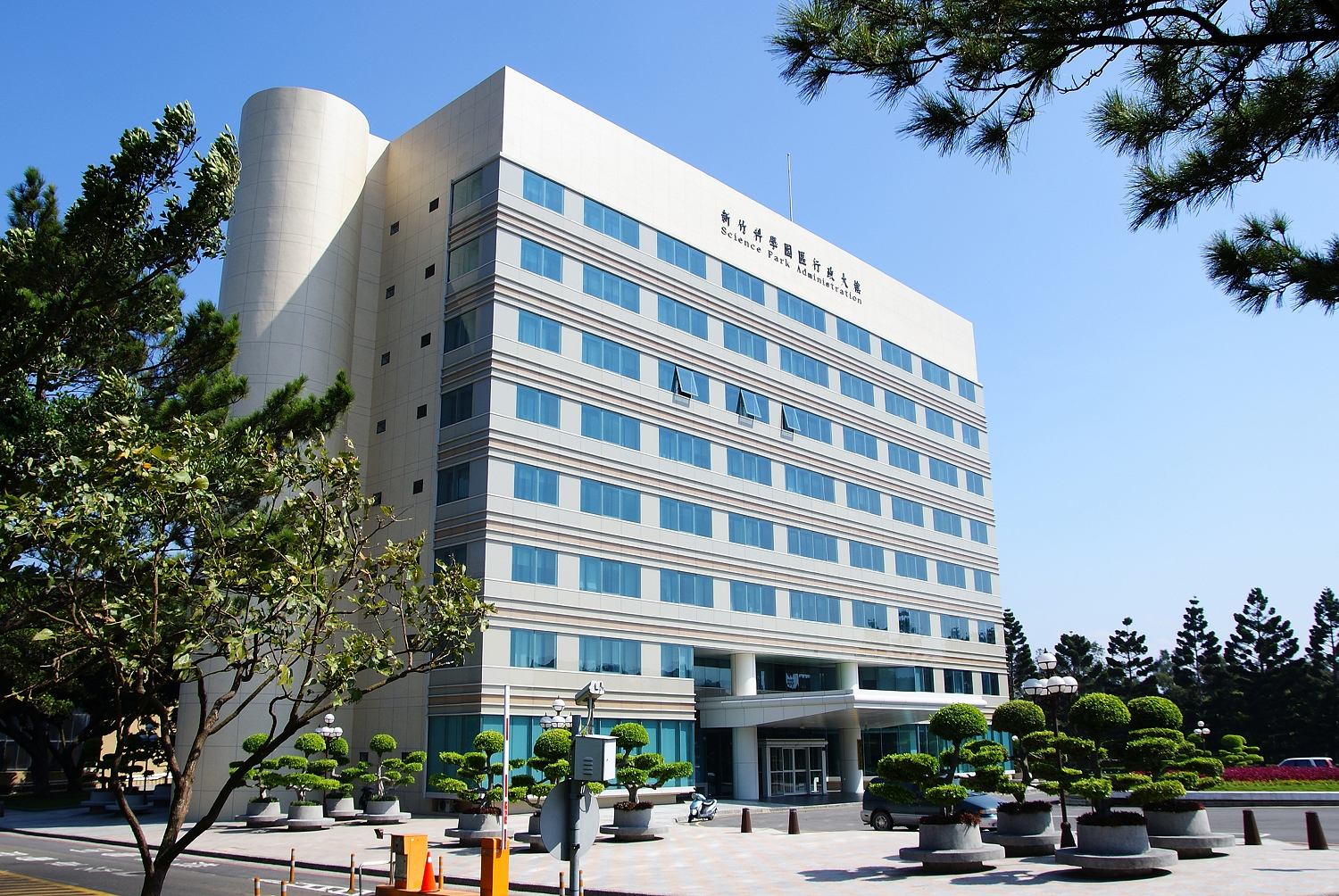
Научный парк Синьчжу — база для многих тайваньских компаний области IT-технологий

В целях содействия промышленным исследованиям и разработкам правительство начало создание научных парков, экономических зон, которые предоставляют налоговые льготы и специализированные кредитные ставки для привлечения инвестиций. Первый из них, Научный парк Синьчжу был создан в 1980 году Национальным научным советом с акцентом на научные исследования и разработки в области информационных и биотехнологий. Он был назван «тайваньской Кремниевой долиной» и расширен до шести кампусов, охватывающих площадь 1140 га (11,4 км²). На территории парка находятся более 430 компаний (многие из которых представлены на тайваньском фондовом рынке TAIEX) и более 130 000 работников, а оплаченный капитал парка в 2008 году составил $ 36,1 млрд. Лидирующие тайваньские компании по производству полупроводников, TSMC и UMC, имеют штаб-квартиры на территории парка. С 1980 года правительство вложило более $ 1 млрд в инфраструктуру парка, кроме того, продолжается дальнейшее расширение для более специализированных парков. Исследовательский институт промышленных технологий со штаб-квартирой на территории парка является крупнейшей некоммерческой исследовательской организацией на Тайване и занимается разработкой прикладных технологических исследований для промышленности, в том числе для многих традиционных отраслей промышленности Тайваня (например, текстильной).
После успеха первого парка в 1996 году был создан Южный тайваньский научный парк, состоящий из тайнаньского и гаосюнского научного парка. В дополнение к компаниям несколько научно-исследовательских институтов (в том числе Академия наук) и университетов создали филиалы на территории парка с акцентом на интегральные схемы, оптоэлектронику и биотехнологии. Центральный тайваньский научный парк был создан в 2003 году. В то время, как Центральный парк всё ещё находится на стадии расширения, многие фирмы (включая «AU Optronics») уже переехали в парк и начали производственные операции. Как и другие парки, Центральный также фокусируется на микросхемах, биотехнологиях, оптоэлектронике, последняя принесла 78 % доходов парка в 2008 году. Эти три научных парка получили приток капитала на сумму $ 137 млрд., и в 2010 году общий доход парков достиг $ 72,8 млрд.
Промышленный парк Линхай, созданный в Гаосюне в 1960 году, является хорошо развитой промышленной зоной с более чем 490 компаниями, специализирующимися на таких отраслях промышленности, как цветная металлургия, машиностроение и ремонт, неметаллические минеральные продукты, химическая продукция, а также продукты питания и производство напитков. Прибрежный промышленный парк Чжанхуа, расположенный в уезде Чжанхуа, специализируется на получении ветровой энергии, однако из-за неисправности многих турбин, которые требуют ремонта, рентабельность парка невысока.

## Занятость и благосостояние населения

### Занятость и безработица
Исследования человеческих ресурсов Тайваня фирмой «ManpowerGroup» показывают, что перспективы занятости на Тайване продолжают улучшаться. Тайваньский рынок труда является одним из самых процветающих в регионе. Высоковероятный прогноз увеличения числа занятых в секторе услуг основан на тенденциях в туристической индустрии, процветающей благодаря богатым путешественникам из материкового Китая.
В секторе обрабатывающей промышленности компании также увеличивают общую численность рабочей силы. Например, «Taiwan Semiconductor Manufacturing Company» (TSMC), самый большой в мире производитель полупроводниковых изделий в 2012 году наняла 2000 сотрудников. «Hon Hai Precision Industry Ко», один из крупнейших в мире производителей электроники, строит заводы в центральной и южной части научного парка и планирует нанять больше работников.
Несмотря на продолжающийся кризис на мировом рынке, снижение спроса, сокращение экспорта и частного потребления, возможности найти работу на Тайване по-прежнему остаются высокими.Теренс Лю, менеджер «ManpowerGroup» на Тайване
Уровень безработицы на Тайване регистрируется и обнародуется Национальным бюро статистики Китайской Республики. Уровень безработицы на Тайване в среднем составляет 3,01 % по данным с 1978 до 2016 года, достигнув наиболее высокого уровня в 6,02 % в июле 2009 года и рекордно низкого уровня в 1,04 % в феврале 1979 года. В мае 2016 он составил 3,96 % по сравнению с 3,97 % месяцем ранее.

### Доходы населения
Из всех четырёх азиатских тигров Тайвань имеет самый низкий средний размер оплаты труда и самый низкий номинальный ВВП на душу населения, занимая 33 место в мире, сразу после Кипра. Минимальный размер оплаты труда с 1 января 2018 года составляет NT$22 000 в месяц и NT$140 в час, или около $735 (€620) в месяц и $4,68 (€3,94) в час. Минимальный размер оплаты труда (брутто) с 1 января 2019 года составляет NT$23 100 ($736,12) в месяц и NT$150 ($4,78) в час, а нетто NT$21 945 ($699,31) в месяц и NT$142,5 ($4,54) в час. Средний размер оплаты труда к апрелю 2018 года составил NT$40 792 в месяц, или около $1347,97 (€1166,89). Заработная плата на Тайване примерно на том же уровне, что и в Польше (€1089,32), Португалии (€1144,6) или Греции (€1092,01), но ниже, чем в Словении (€1658), Эстонии (€1242) и Чехии (€1172,07).
Минимальный размер оплаты труда (брутто) с 1 января 2023 года составляет 26 400 NT$ (868,52 $) в месяц и 176 NT$ (5,79 $) в час, а нетто — 24 063 NT$ (792,05 $) в месяц и 160 NT$ (5,27 $) в час.
Минимальный размер оплаты труда (брутто) с 1 января 2024 года составляет 27 470 NT$ (889 $) в месяц и 183 NT$ (5,92 $) в час, а нетто — 25 039 NT$ (810,32 $) в месяц и 167 NT$ (5,40 $) в час.
Бедность на Тайване практически полностью ликвидирована, менее чем 1 % населения (129 968 человек или 56 720 домохозяйств) рассматриваются как бедные или принадлежащие к части населения с низким уровнем дохода. Это означает, что более 99 % населения пользуются преимуществами экономического процветания Тайваня, что значительно улучшило их качество жизни.
Семьи классифицируются как бедные, если их среднемесячный доход не достигает прожиточного минимума, установленного для каждого города или провинции. Для удовлетворения основных потребностей семьи (питание, кров, одежда и образование) в городе Тайбэй необходимо заработать хотя бы 337 долл. США в месяц. Эта сумма меняется в зависимости от стандарта жизни города, например, чтобы жить в Цзиньмэне, нужно зарабатывать лишь $ 171 в месяц.

### Социальное обеспечение
Политика социального обеспечения на Тайване основана на трёх принципах: повышение благосостояния, распределение общественного богатства, а также «создание мирного и благодатного общества». Для удовлетворения растущих потребностей населения в социальном обеспечении правительство активно расширяет спектр социальных услуг, чтобы обеспечить достаточную поддержку социально и экономически неблагополучным категориям, благодаря чему создаётся гармоничное общество.
В 1999 году правительство потратило 5,08 млрд долларов США на программы социального обеспечения, которые предлагают различные виды помощи отдельным лицам и семьям из групп с низким уровнем доходов. В дополнение к финансовой помощи, наёмным работникам с семьями предоставляется помощь по трудоустройству, наряду с помощью в образовании для детей школьного возраста и программами здравоохранения для матерей с детьми. Существуют также общественные организации, научные учреждения и частные фонды, которые сотрудничают с государственными учреждениями в оказании помощи бездомным гражданам.
Помимо семей с низкими доходами, правительство оказывает поддержку пожилым людям и инвалидам, которые не в состоянии работать. В июле 1993 года правительство начало предоставлять ежемесячную субсидию пожилым людям с низким уровнем доходов. Граждане в возрасте старше 65 лет, средний доход семьи которых меньше или равен 1,5 минимальных ежемесячных затрат, получают ежемесячные субсидии в размере $174. Пожилые люди со средним доходом семьи от 1,5 до 2,5 минимальных ежемесячных затрат, имеют право на ежемесячные субсидии размером $87. Кроме того, правительство выплачивает в полном объёме медицинскую страховку семьям с низкими доходами и оказывает неотложную помощь в случае необходимости.

## Список крупнейших компаний
| Место в рейтинге Forbes | Название                        | Сфера деятельности | Продажи, млрд $ | Прибыль, млрд $ | Активы, млрд $ | Рыночная стоимость, млрд $ |
| ----------------------- | ------------------------------- | ------------------ | --------------- | --------------- | -------------- | -------------------------- |
| 57                      | Taiwan Semiconductor            | электроника        | 61,47           | 23,63           | 139,35         | 494,6                      |
| 124                     | Hon Hai Precision               | электроника        | 214,6           | 4,99            | 141,28         | 49,4                       |
| 193                     | Fubon Financial Holding Co.     | финансовые услуги  | 33,23           | 5,18            | 378,81         | 30,63                      |
| 200                     | Cathay Financial                | финансовые услуги  | 34,46           | 4,99            | 418,7          | 28,9                       |
| 414                     | CTBC Financial                  | финансовые услуги  | 14,93           | 1,94            | 256,03         | 19,63                      |
| 453                     | MediaTek                        | электроника        | 17,66           | 3,99            | 23,89          | 46,45                      |
| 494                     | Evergreen Marine Corp. (Taiwan) | перевозка          | 17,52           | 8,56            | 22,09          | 26,68                      |
| 586                     | Nan Ya Plastics                 | нефтехимия         | 14,74           | 2,91            | 24,17          | 23,75                      |
| 620                     | China Steel                     | металлургия        | 16,77           | 2,22            | 24,87          | 19,81                      |
| 639                     | Formosa Petrochemical           | нефтехимия         | 22,2            | 1,77            | 16,58          | 29,96                      |
| 652                     | ASE Technology Holding          | финансы            | 21,31           | 2,29            | 24,32          | 15,5                       |
| 681                     | China Development Financial     | финансы            | 12,76           | 1,25            | 125,01         | 10,52                      |
| 716                     | Quanta Computer                 | электроника        | 40,44           | 1,2             | 25,94          | 11,13                      |
| 749                     | Formosa Plastics Group          | нефтехимия         | 9,79            | 2,55            | 19,65          | 23,28                      |
| 804                     | Formosa Chemicals               | нефтехимия         | 13,1            | 1,37            | 21,63          | 16,21                      |
| 819                     | Yang Ming Marine Transport      | перевозки          | 11,95           | 5,92            | 13,89          | 15,1                       |
| 831                     | Shin Kong Financial             | финансы            | 15,59           | 0,811           | 169,34         | 4,88                       |
| 829                     | Mega Financial Holding          | финансовые услуги  | 2,62            | 0,9212          | 150,66         | 19,32                      |
| 871                     | Chunghwa Telecom                | телекоммуникации   | 7,54            | 1,28            | 18,54          | 34,87                      |
| 904                     | Yuanta Financial Holding        | финансы            | 5,77            | 1,25            | 109,26         | 11,06                      |
| 914                     | Asustek Computer                | электроника        | 19,16           | 1,59            | 18,22          | 9,22                       |
| 929                     | United Microelectronics         | электроника        | 7,63            | 2               | 16,79          | 20,33                      |

Источник: The World's Biggest Public Companies: Taiwan. Forbes.